# ルネサンス期のイタリア絵画

『モナ・リザ』（1503年 - 1519年頃）、レオナルド・ダ・ヴィンチ
ルーヴル美術館（パリ）

ルネサンス期のイタリア絵画（ルネサンスきのイタリアかいが）では、13世紀終わりに勃興し、15世紀初めから16世紀半ばにかけて最盛期を迎えた芸術運動であるルネサンスにおいて、当時多くの都市国家に分裂していたイタリアで描かれた絵画作品を解説する。ルネサンス美術は、黎明期（1300年 - 1400年）、初期（1400年 - 1475年）、盛期（1475年 - 1525年）、そして後期のマニエリスム期（1525年 - 1600年）に大別することができる。しかしながら、個々の画家たちの独自表現、作風が複数の時代区分にまたがっていることもあり、作品に明確な相違が見られるわけではない。
イタリアでのルネサンス絵画の黎明期はジョットに始まるとされ、その後、タッデオ・ガッディ、オルカーニャ、アルティキエーロら、ジョットの弟子がその作風を受け継いでいった。初期イタリアルネサンスで重要な画家として、マサッチオ、フラ・アンジェリコ、パオロ・ウッチェロ、ピエロ・デッラ・フランチェスカ、ヴェロッキオらの名前があげられる。盛期ルネサンスではレオナルド・ダ・ヴィンチ、ミケランジェロ、ラファエロ、マニエリスム期ではアンドレア・デル・サルト、ポントルモ、ティントレットらがとくに重要な画家である。
ルネサンス期にイタリアで描かれた絵画作品は、芸術分野以外でのルネサンス運動、例えば哲学、文学、建築、神学、科学など様々な要素を反映している。さらには当時の社会情勢も、絵画作品へ大きな影響を与えた。また、ルネサンス期にイタリアで活動していた画家たちは、特定の宮廷、あるいは都市と強く結びつくこともあったが、それでもなお多くの画家はイタリア中を訪れ、ときには外交特使の役目を担って、芸術と哲学の伝播に重要な役割を果たした。
メディチ家による銀行の創設と、それに続く貿易の隆盛は、メディチ家が根拠としていたフィレンツェに莫大な富をもたらした。それまで芸術家の重要なパトロンは教会や君主だったが、メディチ家当主コジモ・デ・メディチ（1389年 - 1464年）が、それらとは無関係なルネサンス期の典型ともいえる新たな芸術パトロン像を確立した。
ルネサンス期を通じてフィレンツェは、ジョット、マサッチオ、ブルネレスキ、ピエロ・デッラ・フランチェスカ、レオナルド・ダ・ヴィンチ、ミケランジェロら、錚々たる芸術家を輩出している。これらの芸術家は新しい絵画様式を確立し、一流の技量を持つとはいえないその他の芸術家たちにも大きな影響を与え、フィレンツェの絵画界全体の技量と品質向上に大きな役割を果たした。ヴェネツィアでもフィレンツェと同様に芸術分野での大きな向上が見られ、ベリーニ一族、マンテーニャ、ジョルジョーネ、ティツィアーノ、ティントレットらが、ルネサンス期のヴェネツィアを代表する画家たちである。

## 画題

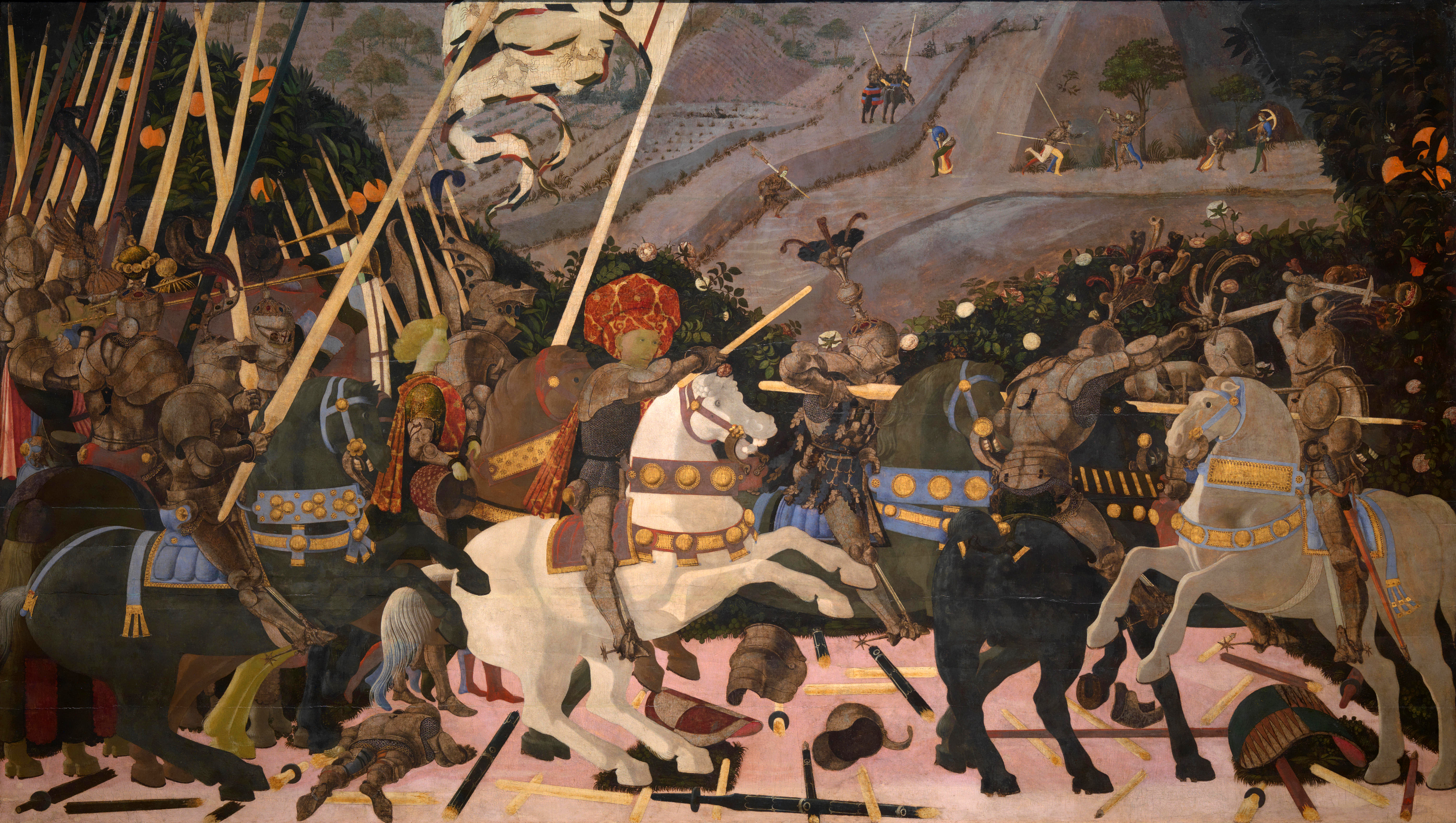
『サン・ロマーノの戦い』（1438年 - 1440年頃）、パオロ・ウッチェロ
ナショナル・ギャラリー（ロンドン）

ルネサンス期に描かれた絵画作品は、ローマ・カトリック教会からの依頼で制作されたものが多い。大規模な作品も多く、「キリストの生涯」や「聖母マリアの生涯」あるいは聖人、とくにアッシジの聖フランチェスコといったテーマが、フレスコ画で繰り返し描かれた。他にもキリスト教的救済と、現世において救済の役割を担う教会をテーマにした寓意画も多数描かれている。教会が注文した作品には板に描かれた祭壇画もあり、これは後にキャンバスを支持体として油彩で制作されるようになった。このような大規模な祭壇画とは別に、小さな宗教画も非常に多く描かれている。これらは教会ならびに個人による注文で描かれたもので、画題としては聖母子が多い。

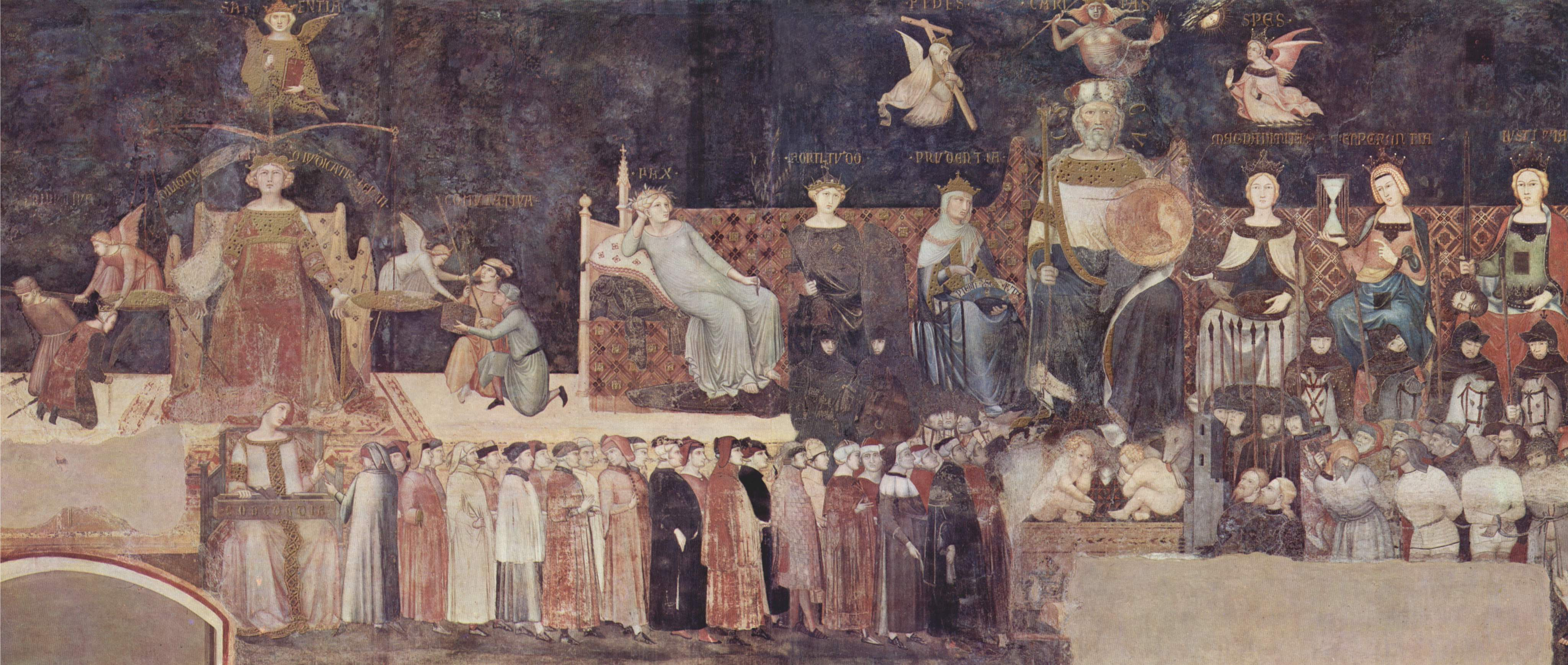
『善政の寓意』（1338年 - 1340年）、アンブロージョ・ロレンツェッティ
プブリコ宮殿（現在のシエーナ市庁舎）（シエーナ）

ルネサンス全期を通じて、教会、個人以外に都市国家からの絵画制作依頼も重要で、公的な建造物の内装はフレスコ画などの美術品で装飾された。例えばシエーナ共和国の庁舎として建てられたプブリコ宮殿（現在のシエーナ市庁舎 (en:Palazzo Pubblico)）には、アンブロージョ・ロレンツェッティによる世俗的な題材である『善政の寓意』の一連のフレスコ画が、シモーネ・マルティーニによる宗教的な題材である『荘厳の聖母（マエスタ）』のフレスコ画がある。

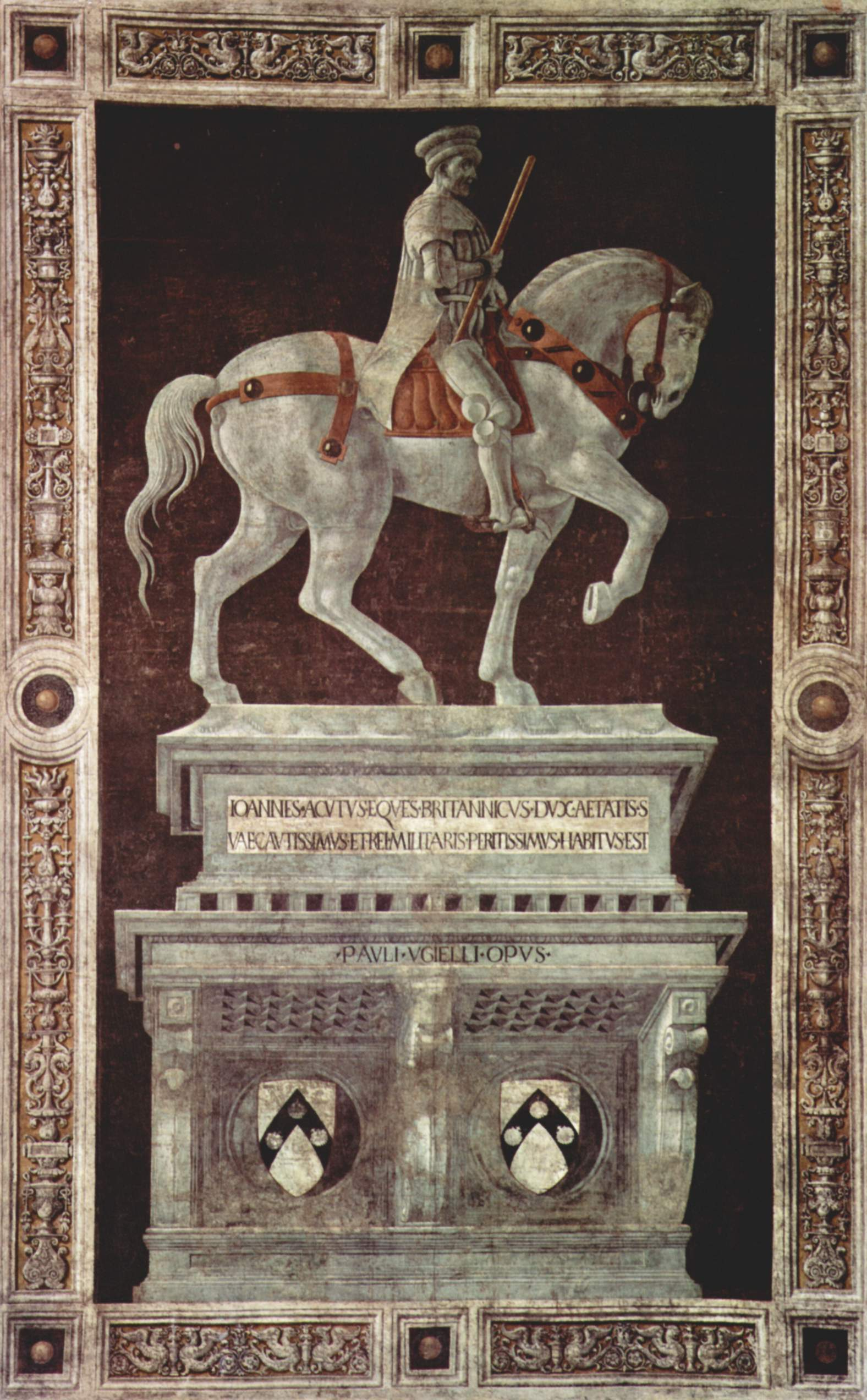
『ジョン・ホークウッド騎馬像』（1436年）、ウッチェロ
サンタ・マリア・デル・フィオーレ大聖堂（フィレンツェ）

実在する特定の個人を描いた肖像画は14世紀、15世紀初頭にはあまり描かれておらず、都市国家に貢献した重要人物を記念する肖像画が描かれた程度である。このような記念肖像画として、シモーネ・マルティーニの『グイドリッチョ・ダ・フォリアーノ騎馬像』（シエナ市庁舎、1327年）、パオロ・ウッチェロの『ジョン・ホークウッド騎馬像』（サンタ・マリア・デル・フィオーレ大聖堂、1436年）、アンドレア・デル・カスターニョの『ニッコロ・ダ・トレンティーノ騎馬像』（サンタ・マリア・デル・フィオーレ大聖堂、1456年）などがあげられる。15世紀半ば以降になると肖像画は一般的なジャンルとなり、当初は横顔、のちに斜め前を向いた胸から上の肖像画が多く描かれた。有力なパトロンが祭壇画やフレスコ画に描かれた場面の登場人物として描かれることもあり、ドメニコ・ギルランダイオがフィレンツェのサンタ・トリニタ教会サセッティ礼拝堂 (en:Sassetti Chapel) のフレスコ画に描いた、フランチェスコ・サセッティ (en:Francesco Sassetti) とメディチ一族が有名な人物像となっている。盛期ルネサンスのころには肖像画はますます多く描かれるようになっていき、ラファエロ、ティツィアーノら重要な画家が肖像画を制作し、マニエリスム期でもブロンズィーノといった画家が肖像画の名作を残している。

『ヴィーナスの誕生』（1486年頃）、ボッティチェッリ
ウフィツィ美術館（フィレンツェ）

ルネサンス人文主義の成熟とともに、画家たちが絵画作品に描く題材もギリシア・ローマ神話などの古典的なものになっていった。富裕なパトロンの私邸を飾るために描かれた作品にこの傾向は顕著で、メディチ家の一員ロレンツォ・ディ・ピエルフランチェスコ (en:Lorenzo di Pierfrancesco de' Medici) の別荘カステッロ邸装飾絵画として描かれたボッティチェリの『ヴィーナスの誕生』などが有名な作品である。このような古典的題材は、都市国家からの依頼作品にも特定の寓意を表すモチーフとして採用されるようになった。ルネサンス人文主義は宗教画にも影響を及ぼしており、ミケランジェロが描いたバチカン宮殿システィーナ礼拝堂の天井画がその好例となっている。
当時の風俗、暮らしぶりを描いた絵画作品もあり、そのなかには何らかの寓意を意味する作品も、純粋に装飾用に描かれた作品も存在する。マントヴァの領主ゴンザーガ公爵家の邸宅であるドゥカーレ宮殿の「夫婦の間」(en:Camera degli Sposi) にマンテーニャが描いたフレスコ画は、当時のゴンザーガ家の生活を記録した貴重な資料ともなっている。
ウッチェロの『サン・ロマーノの戦い』のように、重要な出来事を記念して制作された絵画作品も多い。また、当時のイベントや実在の人物を、歴史的な出来事や歴史上の人物に仮託して描いた作品もあり、歴史上の人物の外観で描かれた肖像画が存在する。ダンテの著作、ウォラギネの『黄金伝説』、ボッカッチョの『デカメロン』といった文学作品が、このような構成で描かれた作品の主たる取材源となっている。その他にも、ルネサンス期にはさまざまなものが画題となっていった。自然の観察、解剖学の研究、光の描写、遠近法の発達などにより、画家たちの力量は向上し、優れた作品が生み出されていった。

## ルネサンス黎明期

### 13世紀のトスカーナ絵画

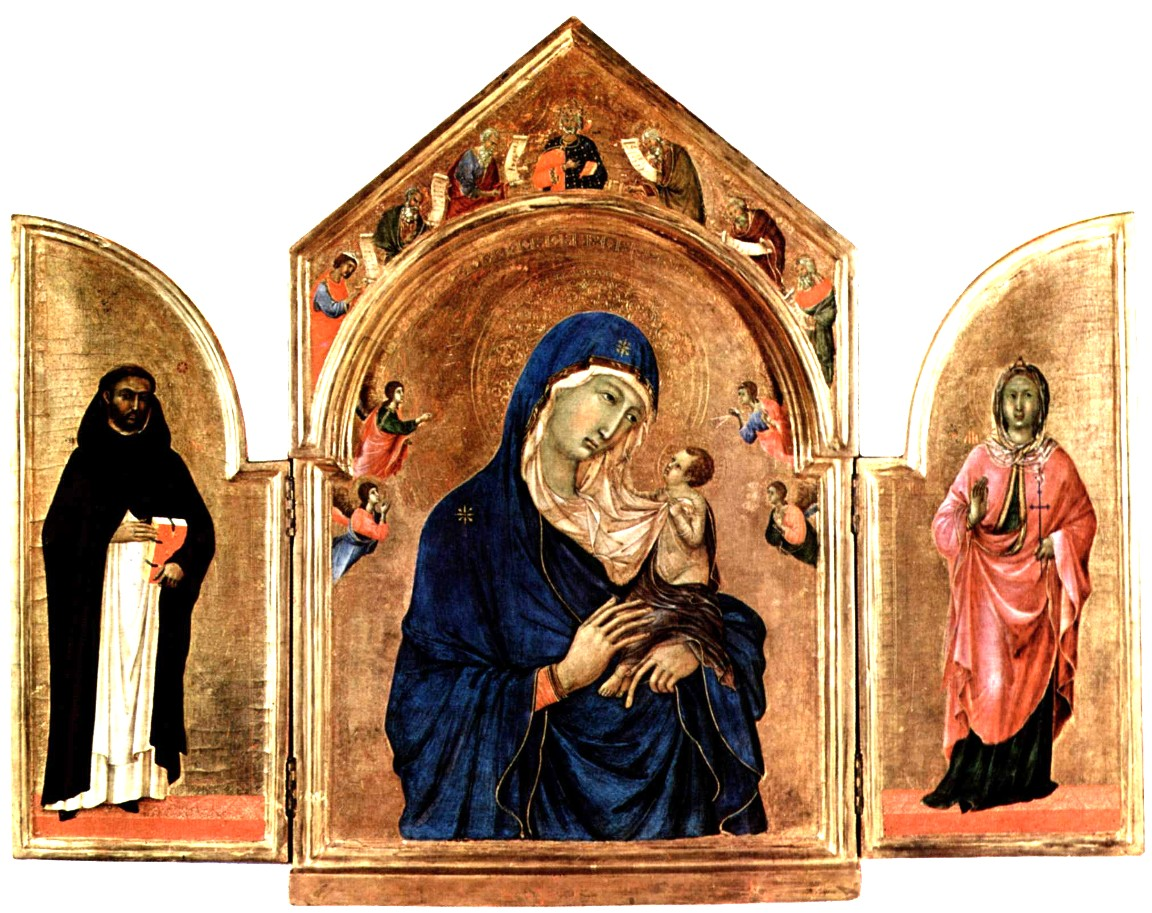
『聖母子と四天使及び七預言者、聖ドミニクス、聖アグネス』 （1280年頃）、ドゥッチョ
ナショナル・ギャラリー（ロンドン）

フィレンツェ、シエーナを含む13世紀のトスカーナ地方では、フィレンツェのチマブーエとシエーナのドゥッチョの二人が特に有名で画家である。両者ともにビザンティン美術の影響を強く残した画家である。描いたジャンルは聖母子を描いた大規模な祭壇画などの宗教画がほとんどだった。同時代には、グイード・ダ・シエナ (en:Guido of Siena)、コッポ・ディ・マルコヴァルド (en:Coppo di Marcovaldo)、そして高度に様式化された作風で描いた伝統的古代ギリシア様式のイコンが残っている、通称「聖ベルナルディーノの巨匠」と呼ばれる画家などがいる。
テンペラで描かれたそれまでの画家たちの絵画はルネサンス絵画に比べると生硬なものだった。描く主題によって様式は決まっており、たとえば聖母子を題材とした作品の場合であれば描く手の位置まで指定され、作品を見るものに対して鑑賞法を強いるような構成で描かれていた。聖母マリアの頭部や肩の角度、髪を包むヴェール、容貌なども画一化され、同様の構成、構図で描かれた作品が無数に制作されていた。このような当時のトスカーナ絵画界において、チマブーエとドゥッチョ、そしてローマのピエトロ・カヴァリーニは、ゴシック、ビザンティンの影響が残るとはいえ、次世代ルネサンスの絵画作品の主流となる自然主義の萌芽となった重要な画家といえる。

### ジョット
ジョット（1267年頃 - 1337年）はジョルジョ・ヴァザーリの著書『画家・彫刻家・建築家列伝』の記述によれば、フィレンツェ北部出身の羊飼いの少年で、後にチマブーエに弟子入りし、当時を代表する傑出した画家と見なされている人物である。おそらくピエトロ・カヴァリーニらローマ画壇の影響を受けていたジョットは、それまでの絵画表現の伝統的因習にとらわれることなく、対象を観察し写実的な作品を描いた。当時主流だったビザンティン絵画とは異なり、ジョットが描く人物像は三次元的に描写されている。しっかりと大地に足をつけた解剖学的に正確な人物像であり、まとう衣服は質感豊かに表現されていた。さらにジョットが描く人物には当時のほかの画家による作品とは違って感情の描写が見られ、人物の表情には、喜び、怒り、失望、恥じらい、悪意、愛などが表現されている。
ジョットがパドヴァのスクロヴェーニ礼拝堂の内部装飾として描いた「キリストの生涯」「聖母マリアの生涯」の一連のフレスコ画は、絵画に新たな物語性をもたらした。ジョットの祭壇画『荘厳の聖母』(en:Ognissanti Madonna) 、チマブーエの『サンタ・トリニタの聖母子』、ドゥッチョの『ルチェライの聖母』は、フィレンツェのウフィツィ美術館の同じ展示室に収められており、ルネサンス黎明期を代表する三人の画家の作風の違いを一度に目にすることができる。ジョットの作品の大きな特徴として、自然な遠近法の使用があげられる。現在ではジョットこそがイタリアルネサンス絵画への先鞭をつけた芸術家であるとみなされている。

### ジョットの影響を受けた画家たち

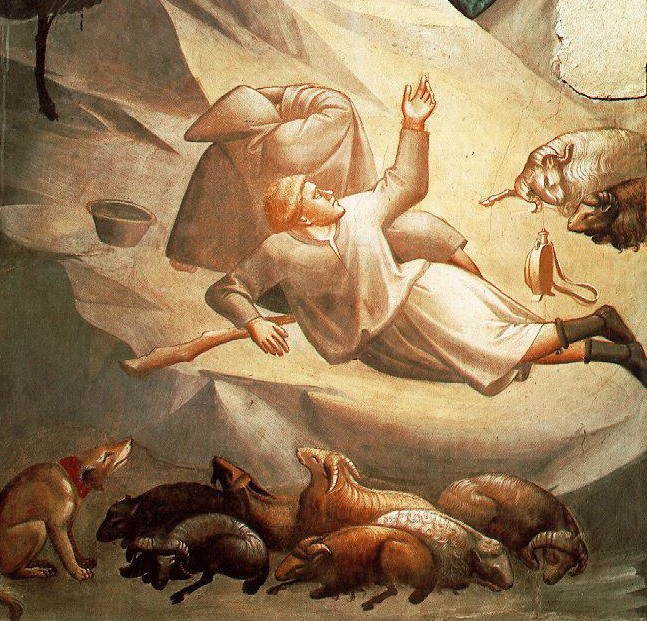
『羊飼いへの告知』（部分）（1328年 - 1330年）、タッデオ・ガッディ
サンタ・クローチェ聖堂（フィレンツェ）

ジョットと同時代の画家たちには、ジョットのもとで修行をした、あるいはジョットの作品に影響を受けて自然を観察することによって、ジョットと同じ写実主義の作品を描くようになった芸術家が数多く存在する。しかしながら、ジョットの弟子の中には師のジョットとほとんど同じ作品を描くようになった画家もいたが、ジョットほどの評価と成功を獲得した画家は誰もいない。ジョットの弟子としては、フィレンツェのサンタ・クローチェ聖堂バロンチェッリ礼拝堂に『羊飼いへの告知』などのフレスコ画群を描いたタッデオ・ガッディが有名な画家である。
当時の自然主義絵画作品の好例といえるのが、サン・フランチェスコ大聖堂上堂のフレスコ画群である。これらのフレスコ画の中にはジョット自身が手がけた作品があるといわれるが、ピエトロ・カヴァリーニらローマの画家たちの作品ではないかとする説もある。サン・フランチェスコ大聖堂下堂には、上堂のフレスコ画の完成後にチマブーエが描いた『聖母と聖フランチェスコ』があり、それまでのチマブーエの板絵などと比較すると、明らかに自然主義が採用された作風の絵画になっている。

### 死と贖罪

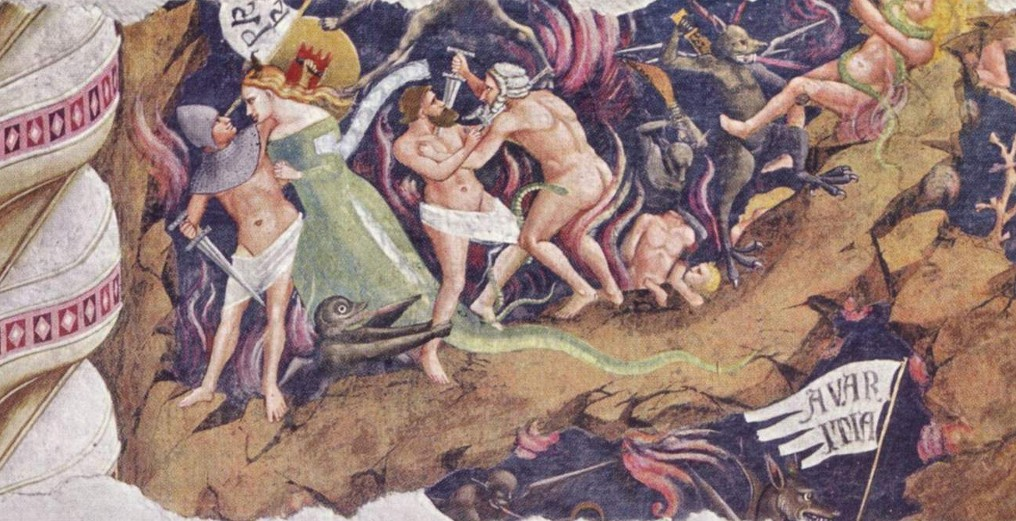
『死の勝利』（1350年頃）、オルカーニャ
サンタ・クローチェ聖堂（フィレンツェ）

中世の教会で好まれた装飾絵画のモチーフは「最後の審判」だった。1348年にヨーロッパを襲ったペストの大流行が多くの死者を出し、残された人々は宗教的な懺悔や赦免に救いを求めた。逃れることのできない死、悔悟に対する報い、罪への罰といったモチーフがフレスコ画に繰り返し描かれ、超現実的な苦痛に満ちた恐ろしい地獄の光景が絵画作品中に強調された。ジョットの弟子と考えられているオルカーニャの1350年ごろの作品『死の勝利』には、このようなモチーフがすべて描かれており、ピサのドゥオモ広場にある記念墓所カンポサント (en:Camposanto Monumentale) にも、『死の勝利』と呼ばれる同様の作品が存在する。ピサの『死の勝利』の作者は伝わっておらず、フランチェスコ・トライーニ (en:Francesco Traini) かブオナミーコ・ブファルマッコではないかとされている。これらの作品が描かれた時期は定かではないが、1348年以降だと考えられている。

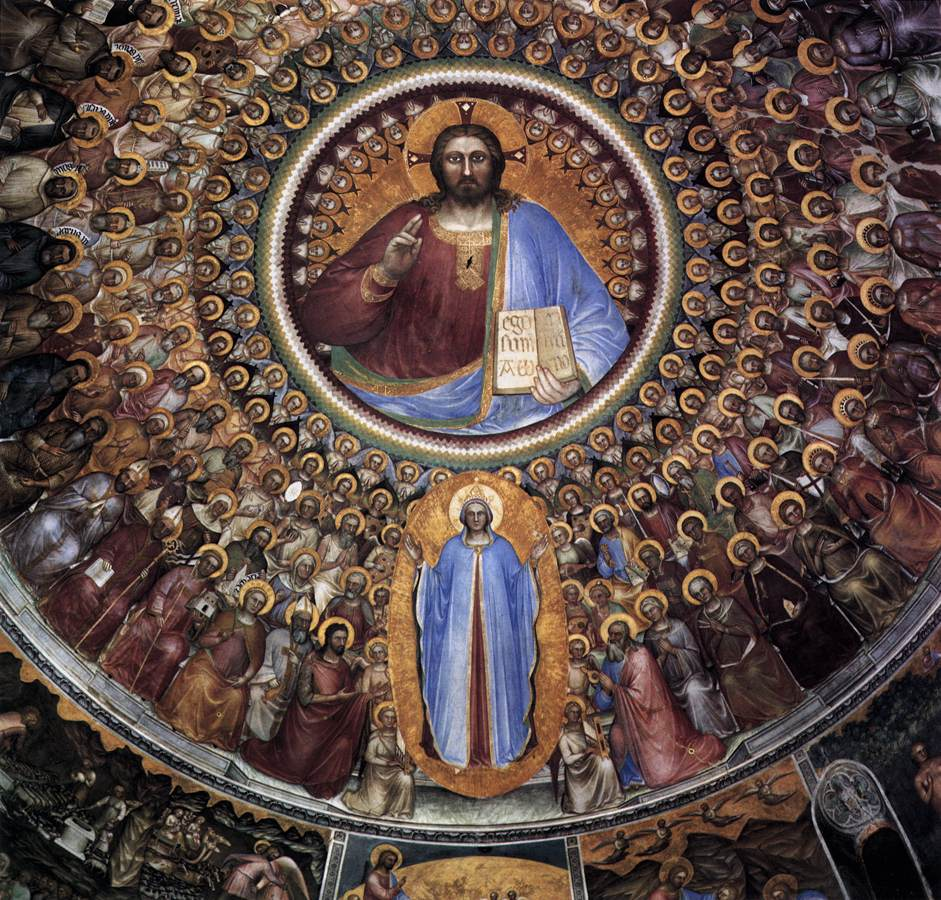
『パラディーソ』（1375年 - 1378年）、ジュスト・デ・メナブオイ
パドヴァ大聖堂洗礼堂（パドヴァ）

14世紀後半のパドヴァでは、アルティキエーロとジュスト・デ・メナブオイ (en:Giusto de' Menabuoi) の二人の重要なフレスコ画家が活動していた。ジュストの代表作としてパドヴァ大聖堂洗礼堂の装飾壁画があり、これは洗礼堂の内陣に「人類創造」、「堕落」、「救済」、そして絵画に取り上げられるのは珍しいモチーフである「黙示録」などが描かれた一連のフレスコ画である。非常に大規模な作品で、質の高さ、保存状態の良好さにも定評があるが、描かれている人物の感情表現は、アルティキエーロがパドヴァのサンタントーニオ・ダ・パードヴァ聖堂に描いた『キリスト磔刑』と比べると保守的な描写といえる。ジュストの作品の人物は、それまでの様式化されたポーズで描かれているのに対し、アルティキエーロの『キリスト磔刑』は処刑されたキリスト遺骸を取り囲む人々の激しい感情が描き出されている。
フィレンツェのサンタ・マリア・ノヴェッラ教会の通称「スペイン人礼拝堂」は、アンドレア・ディ・ボナイウート (it:Andrea di Bonaiuto) に、自分たちの教会がドミニコ修道会派のなかで贖罪の役割を担っていることを広める作品の制作を依頼した。このときに描かれたフレスコ画『Chiesa militante e trionfante』（1365年 - 1367年）には建築中のサンタ・マリア・デル・フィオーレ大聖堂も描かれており、フレスコ画制作当時には存在しておらず、15世紀になってから完成したドームが描かれていることは注目に値する。

### 国際ゴシック

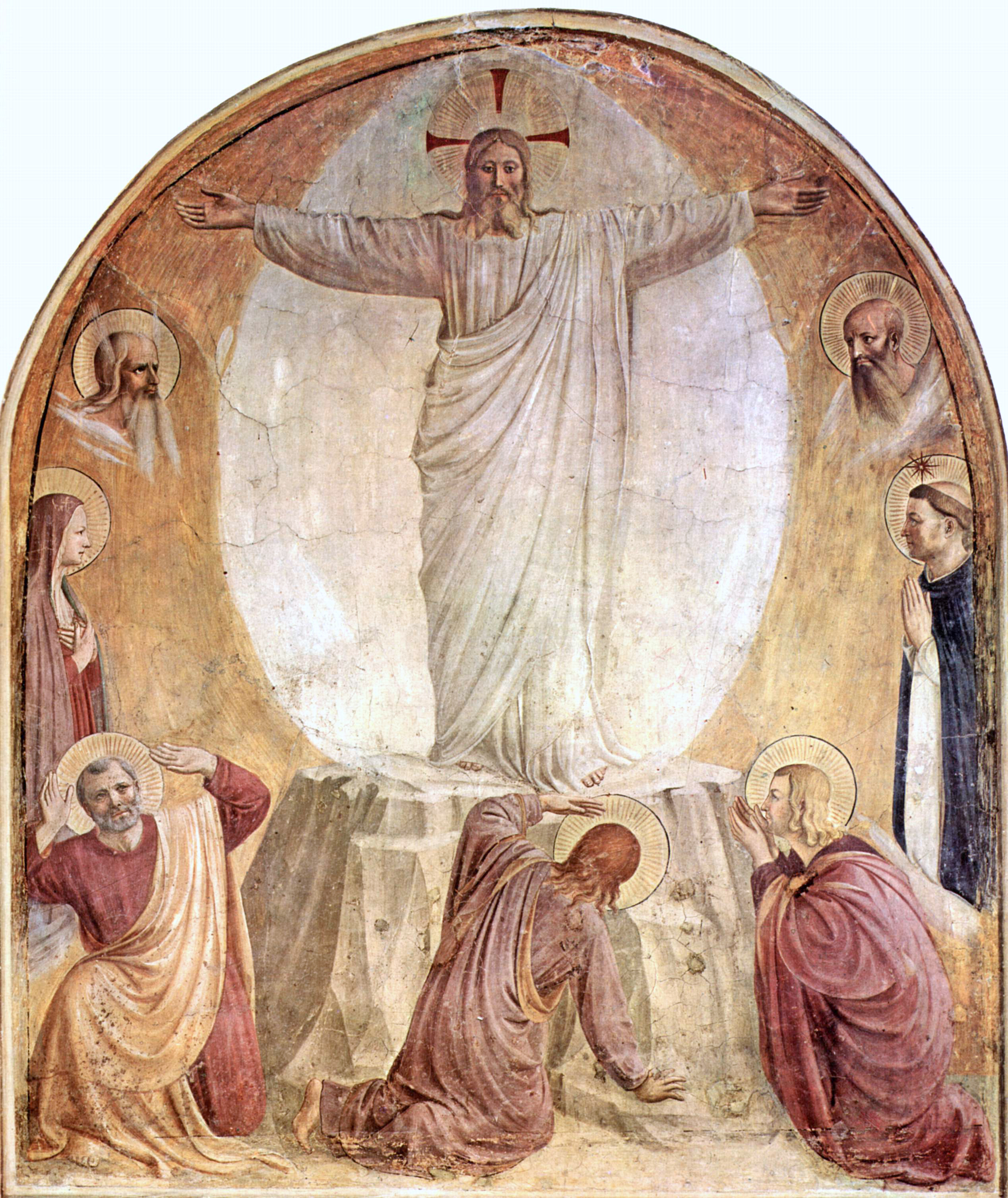
『キリストの変容』（1437年 - 1446年頃）
フラ・アンジェリコ
サン・マルコ美術館（修道院）（フィレンツェ）

14世紀後半のトスカーナ地方の絵画作品は国際ゴシックが主流となっていた。ピエトロとアンブロージョのロレンツェッティ兄弟の作品が好例で、様式化された美しく上品な人物像と衣服のひだの表現などに後期ゴシック様式の優雅さを見ることができる。この国際ゴシックの発展に寄与したのはシモーネ・マルティーニとジェンティーレ・ダ・ファブリアーノで、優美で深みのある詳細描写と、ジョットの解剖学的に写実的な人物表現とは正反対の、理想化された人物描写に特徴がある。
15世紀前半に、国際ゴシック絵画とルネサンス絵画の橋渡し役とも言えるフラ・アンジェリコが登場する。フラ・アンジェリコが描いたテンペラの祭壇画にはゴシック様式で多用された金箔や鮮やかな色使いがある。その一方で、自身が属していたサン・マルコ修道院のフレスコ壁画からは、フラ・アンジェリコがジョットの写実主義に強い影響を受けていることが見てとれる。これらのフレスコ宗教画は、フラ・アンジェリコが修道院に居住する修道士のために小部屋や廊下の装飾として描いたものであり、そのモチーフとしてキリストの生涯、とくに「キリスト磔刑」が多く選ばれている。どの作品も少ない色使いで彩色されたシンプルな絵画で、フラ・アンジェリコが写実表現を用いて精神的内面の描写を達成しようとする強い意思を見ることができる。

## 初期ルネサンス

### フィレンツェ 1401年

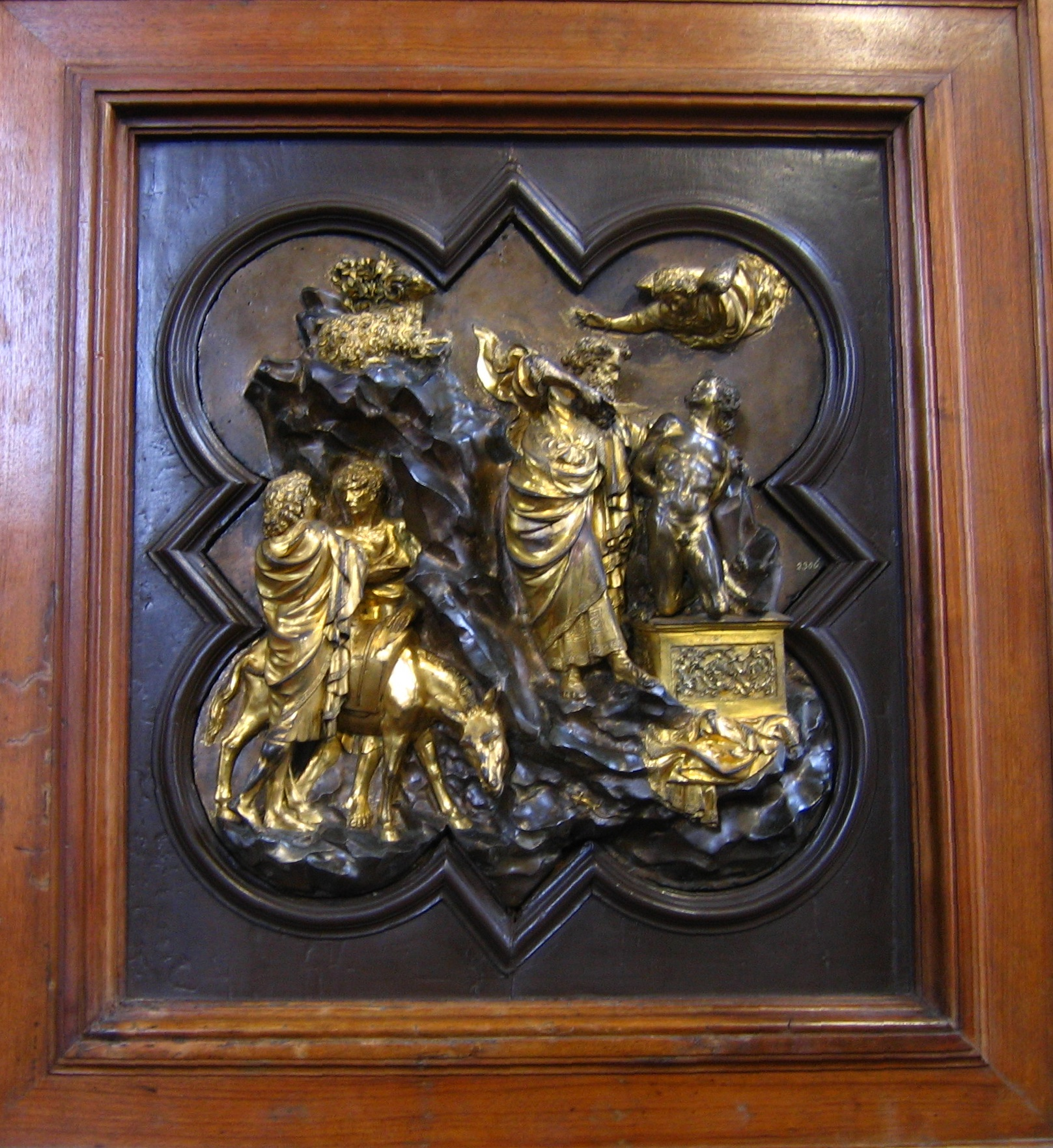
ギベルディが1401年のコンペに出品した「イサクの犠牲」をデザインした聖銅パネル
バルジェロ美術館

フィレンツェで最初のルネサンス美術と呼べる作品が制作されたのは1401年 (Quattrocento ) のことである。1401年に、現在フィレンツェに残る最古の教会建築物であるサンタ・マリア・デル・フィオーレ大聖堂サン・ジョヴァンニ洗礼堂の青銅扉制作のコンペが実施された。サン・ジョヴァンニ洗礼堂は、ロマネスク様式でデザインされた八角形の巨大な建物で、その起源はローマ時代にまで遡ると考えられており、フィレンツェの守護神マルスに捧げられた神殿だと信じられていた。洗礼堂内部は、13世紀の芸術家コッポ・ディマルコヴァルド (en:Coppo di Marcovaldo) がデザインしたとされる、多数のモザイク画で装飾されている。洗礼堂には、北、南、東にそれぞれ入り口があり、そのうち南側の扉には1330年から1336年にかけてアンドレア・ピサーノが制作した、洗礼者ヨハネの生涯を物語式に表現した作品など、四つ葉飾りをあしらった28枚の青銅彫刻で装飾されていた。

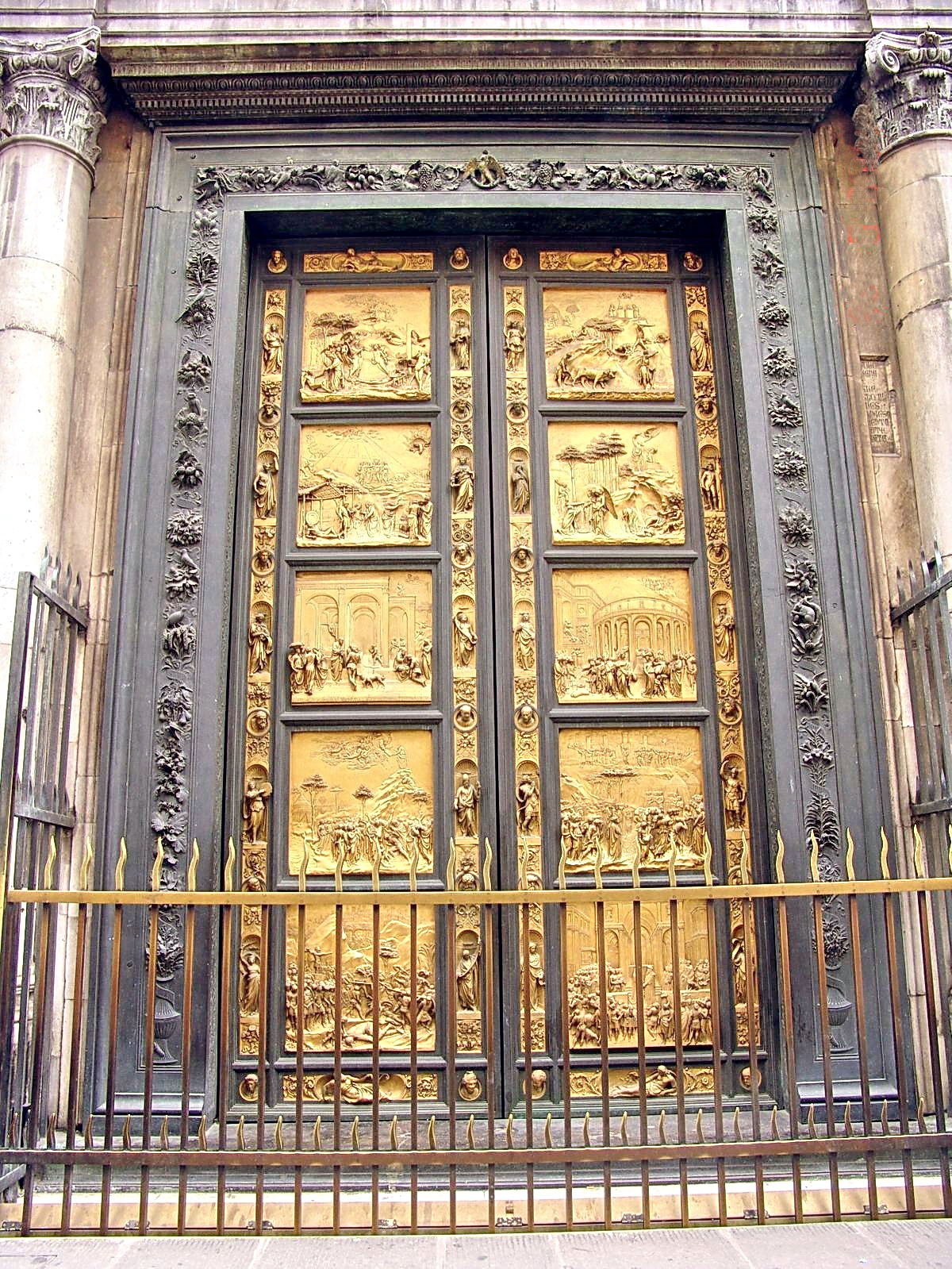
ミケランジェロが「天国への扉」と絶賛した、ロレンツォ・ギベルティが制作したサン・ジョヴァンニ洗礼堂の扉

1401年にコンペが実施されたのは北側の扉で、7人の若い芸術家が青銅パネルに「イサクの犠牲」をデザインしてこのコンペに参加した。このときの青銅パネルのうち、ロレンツォ・ギベルティとフィリッポ・ブルネレスキのものが現存しており、どちらの作品にも当時の芸術、哲学で潮流を見せ始めていた古典主義を強く意識したモチーフをみることができる。ギベルディはイサクを、古代ローマ美術でよく用いられていたアカンサス文様で装飾された墓にひざまずいている裸体像として、古代ギリシア・ローマ時代の作風の彫刻で表現した。一方のブルネレスキは、イサクの犠牲の情景に、当時よく知られていた古代ローマのブロンズ像である、脚からとげを抜く少年を連想させる人物を配している。このブルネレスキの試みは非常に野心的なもので、ギベルディの作品よりも優雅さに欠けるとはいえ、より緊迫した情景を描き出しているといえる。
このコンペに勝利したのはギベルディだった。最終的な扉の彫刻完成には27年の歳月を要し、ギベルディは引き続きもう一つの扉の制作も依頼された。ギベルディはサン・ジョヴァンニ洗礼堂の扉の制作に計50年携わり、この作業がフィレンツェの芸術家たちに格好の勉強の機会を与えた。作品に物語性をもたらすこと、造形を追求する技術だけではなく作品に奥行きを与える初期の遠近法の技術など、ギベルディの手によるサン・ジョヴァンニ洗礼堂の扉は、当時のフィレンツェ美術の発展に大きく寄与したのである。後年ミケランジェロがこの扉を「天国への扉」として絶賛している。

### ブランカッチ礼拝堂

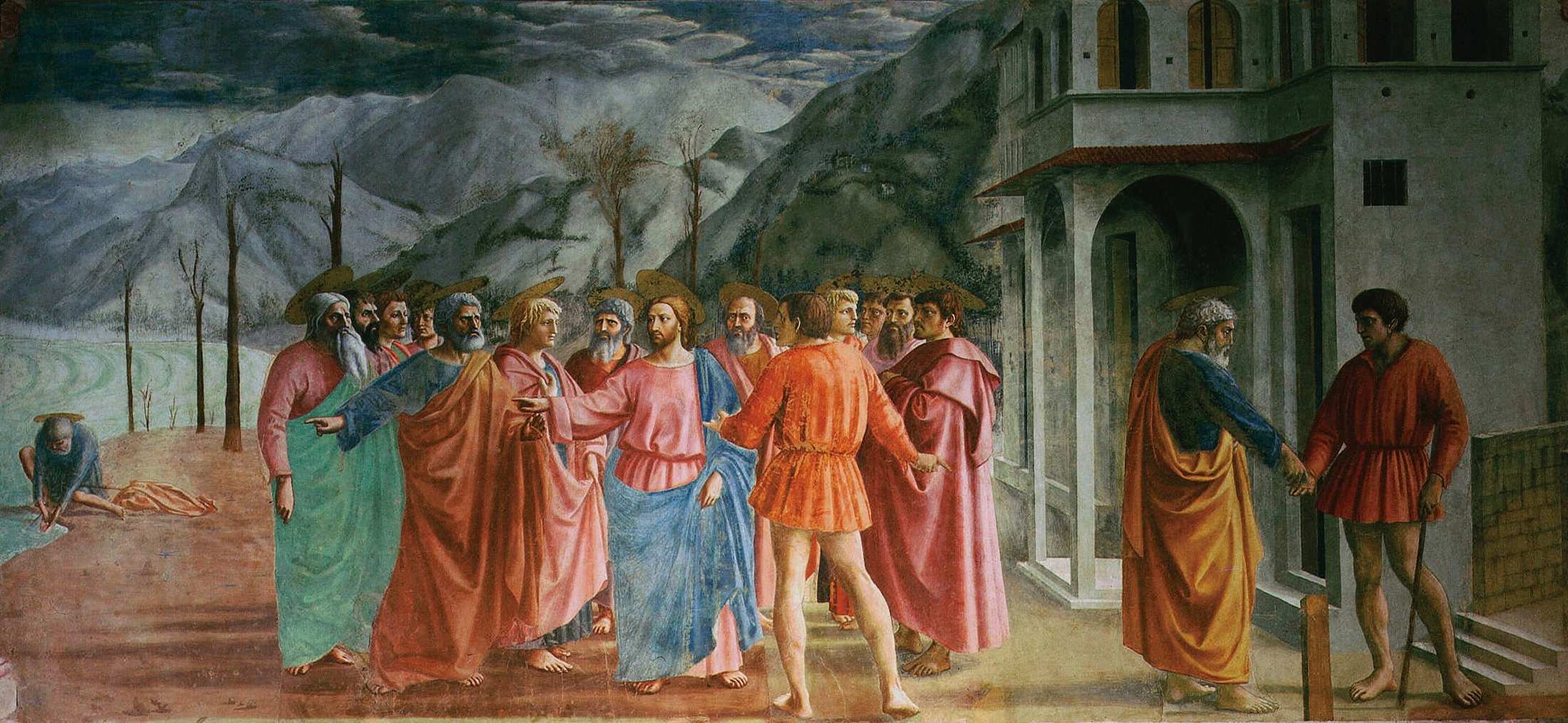
『貢の銭』（1420年代）、マサッチオ
サンタ・マリア・デル・カルミネ大聖堂ブランカッチ礼拝堂 （フィレンツェ）

1426年ごろに、フィレンツェのサンタ・マリア・デル・カルミネ大聖堂 (en:Santa Maria del Carmine, Florence) の教会堂（バシリカ）ブランカッチ礼拝堂 (en:Brancacci Chapel) の、「聖ペテロの生涯」をモチーフとしたフレスコ壁画の制作が、マサッチオとマソリーノの二人の画家によって開始された。
マサッチオは同時期の画家の誰よりもジョットの作品からの影響を強く受け、自然主義の絵画技法を追求していた画家である。その作品からマサッチオは解剖学的知識を持っていたことがうかがえ、短縮遠近法の使用、光の描写、衣服の質感表現などにも先進的な技法が見られる。ブランカッチ礼拝堂壁画中の1点、『楽園追放』（1426年 - 1427年）は、その身体描写、感情表現の写実性から高く評価される作品である。『楽園追放』の反対側の壁にはマソリーノが描いた『禁断の実を受け取るアダムとイヴ』があり、この作品に見られる穏やかで優雅な作風とは好対照な作品となっている。最終的にブランカッチ礼拝堂の一連のフレスコ画は、何らかの理由で絵画制作を放棄したマサッチオとマソリーノの後を受けて、フィリッポ・リッピが1480年代に完成させた。これらマサッチオの作品は、レオナルド・ダ・ヴィンチやミケランジェロら後世の芸術家たちに大きな影響を与えている。

### 透視図法の発達

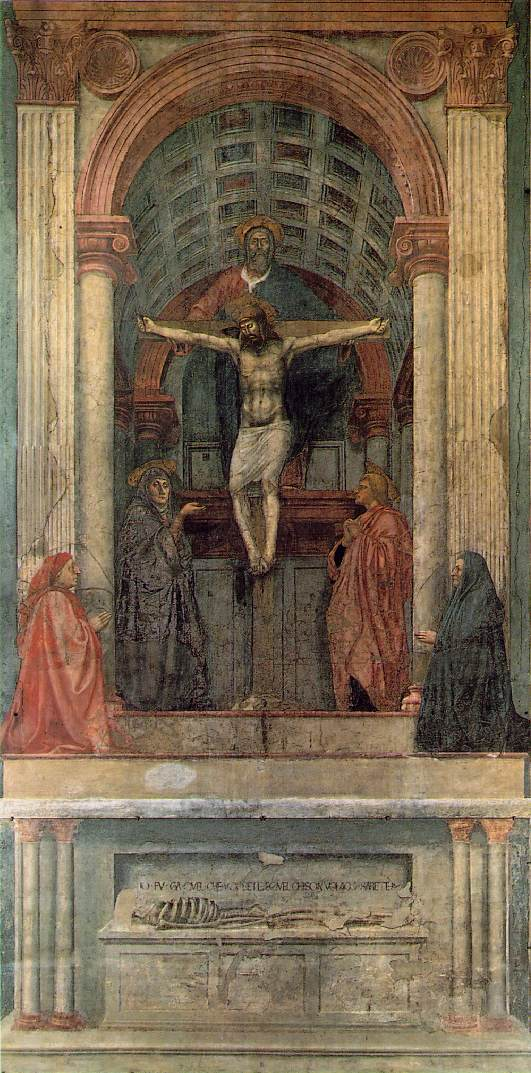
『聖三位一体』（1427年頃）、マサッチオ
サンタ・マリア・ノヴェッラ教会（フィレンツェ）

15世紀前半に、透視図法（線遠近法）を導入することによって、絵画に奥行きを持たせた写実的な空間を表現した作品が描かれるようになった。透視図法を理論化したのは建築家のブルネレスキとアベルティで、この技法を多くの画家たちが自身の作品にこぞって取り入れた。ブルネレスキはサンタ・マリア・デル・フィオーレ大聖堂の回廊と洗礼堂の入念な設計習作を数多く制作した人物で、透視図法が導入された最初期の絵画であるマサッチオの『聖三位一体』（1427年頃、サンタ・マリア・ノヴェッラ教会（フィレンツェ））にも協力したといわれている。一方のアベルティは建築だけではなくあらゆる分野に業績を残し、ルネサンス初期の「万能人」とまで言われた人物である。その著書『絵画論 (Della pittura)』は透視図法を科学的に理論体系化した最初の著作で、絵画、彫刻などの美術作品の空間構成に多大な影響を与えた。

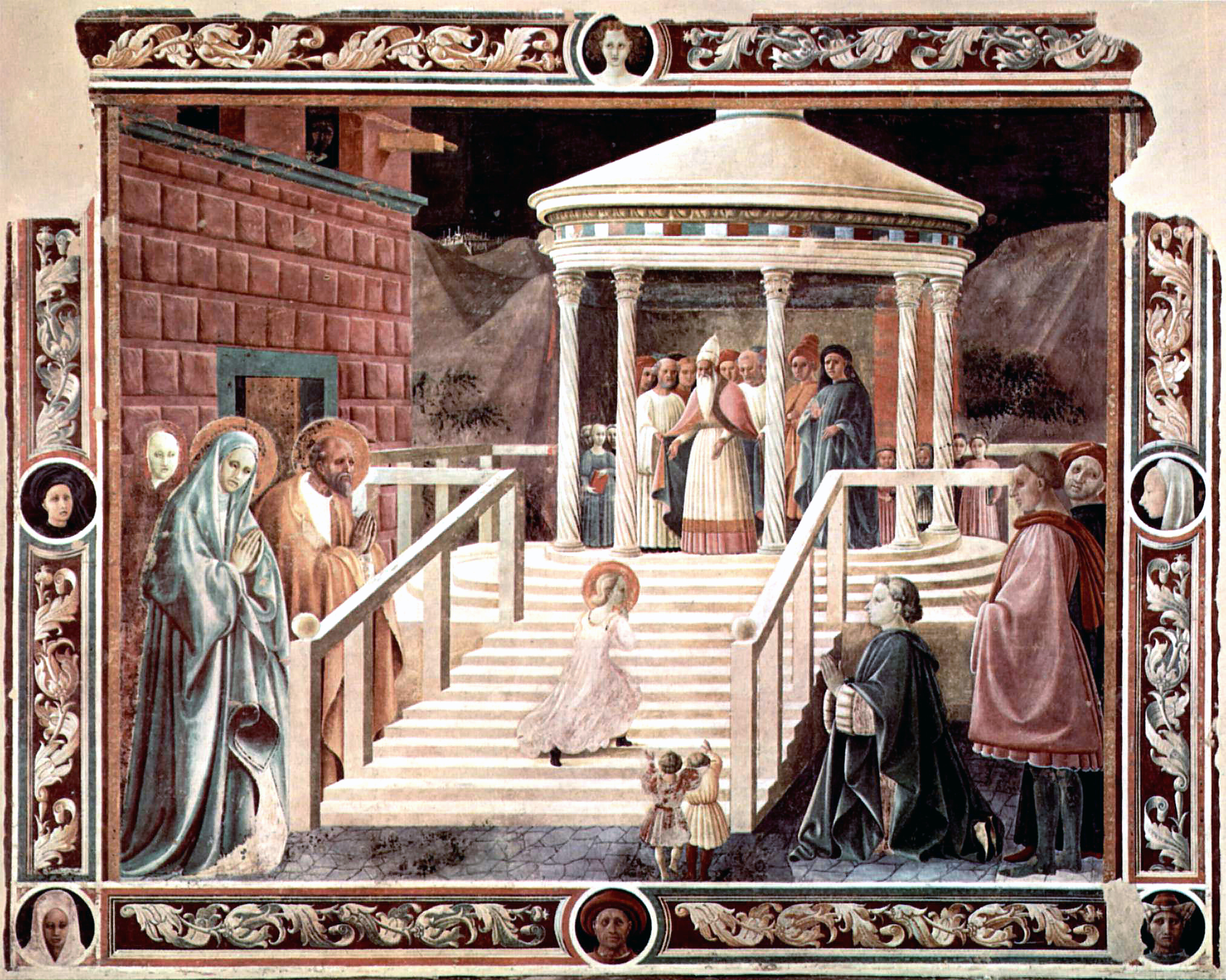
『マリアの神殿奉献』（1435年 - 1440年頃）、パオロ・ウッチェロ
ドゥオーモ（プラート）

ヴァザーリの著作『画家・彫刻家・建築家列伝』によると、パオロ・ウッチェロは透視図法にのみ熱中した画家で、様々な実験的絵画を描いたとされている。透視図法を採用したウッチェロの作品でもっとも有名なものが『サン・ロマーノの戦い』三部作（1450年代 - 1460年代、ナショナル・ギャラリー（ロンドン）、ウフィツィ美術館（フィレンツェ）、ルーヴル美術館（パリ））であり、背景に透視図法を用いた遠景の丘陵が描かれている。
1450年代のピエロ・デッラ・フランチェスカが、『キリストの鞭打ち』（1455年 - 1460年頃、ドゥカーレ宮殿付属マルケ美術館（ウルビーノ））などの作品に、透視図法と光の描写に優れた技量を見せている。また、作者未詳だがおそらくはデッラ・フランチェスカの作品ではないかと考えられている都市景観画にも、ブルネレスキの透視図法の影響が見られる作品が現存している。このころからペルジーノの作品『聖ペテロへの天国の鍵の授与』（1480年 - 1482年頃、システィーナ礼拝堂（バチカン））に見られるように、透視図法は基本技術として浸透し、当たり前のように作品に採用される絵画技法となっていった。

### 光の描写

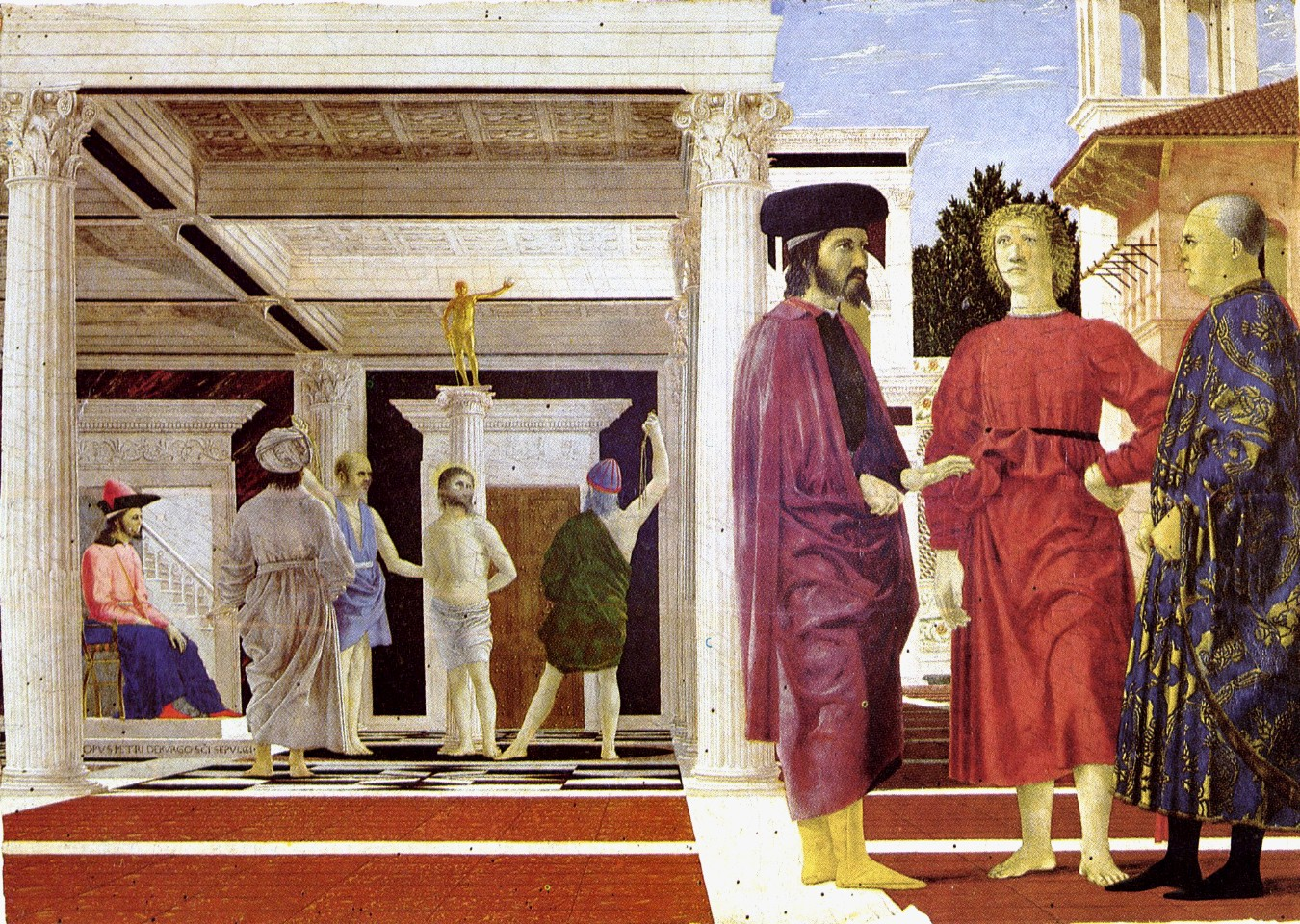
『キリストの鞭打ち』（1455年 - 1460年頃）、ピエロ・デッラ・フランチェスカ
ドゥカーレ宮殿付属マルケ美術館（ウルビーノ）
ピエロが透視図法と光の描写に優れていたことを示す作品。画面左側には遠景の室内で鞭打たれるキリストが、画面右側には屋外にたたずむ人物が近景にそれぞれ描かれている。

ジョットは色彩の階調を表現することによって対象物を描写した。ジョットのもとで修行したタッデオ・ガッディがサンタ・クローチェ聖堂バロンチェッリ礼拝堂に夜景を描いた作品に、光の表現が絵画に劇的な効果をもたらす例を見ることができる。さらにガッディからおよそ100年後の画家であるパオロ・ウッチェロが描いた、ほとんど単色で彩色されたフレスコ画からも、ウッチェロが光を効果的に絵画に表現できる優れた技量を有していたことが分かる。ウッチェロが描いた「緑なる大地」には、ヴァーミリオンで光の表現を加えることによって、作品に生き生きとした表情がもたらされている。ウッチェロの作品でもっとも有名な絵画の一つに、サンタ・マリア・デル・フィオーレ大聖堂の壁画『ジョン・ホークウッド騎馬像』（1436年）があげられる。この作品と、ウッチェロが聖堂内の時計文字盤に描いた4人の預言者の肖像には強い明暗法が使用されており、実際の聖堂の窓から射し込む自然光によって、それぞれの人物像が照らし出されているかのような光の表現がなされている。
ピエロ・デッラ・フランチェスカは、さらに光の描画を追求した画家といえる。『キリストの鞭打ち』（1455年 - 1460年頃、ドゥカーレ宮殿付属マルケ美術館（ウルビーノ））では、光がその光源からどのように拡散していくのかが描き出されている。この作品には屋内と屋外の二箇所の光源が設定されており、屋内の描写では光源のそのものは明確に描かれてはいないが、数学的な計算によって光源の場所を特定することが可能である。このデッラ・フランチェスカの光の描写手法は、後年になってからレオナルド・ダ・ヴィンチの作品によってさらなる発展を見た。

### 聖母マリア像

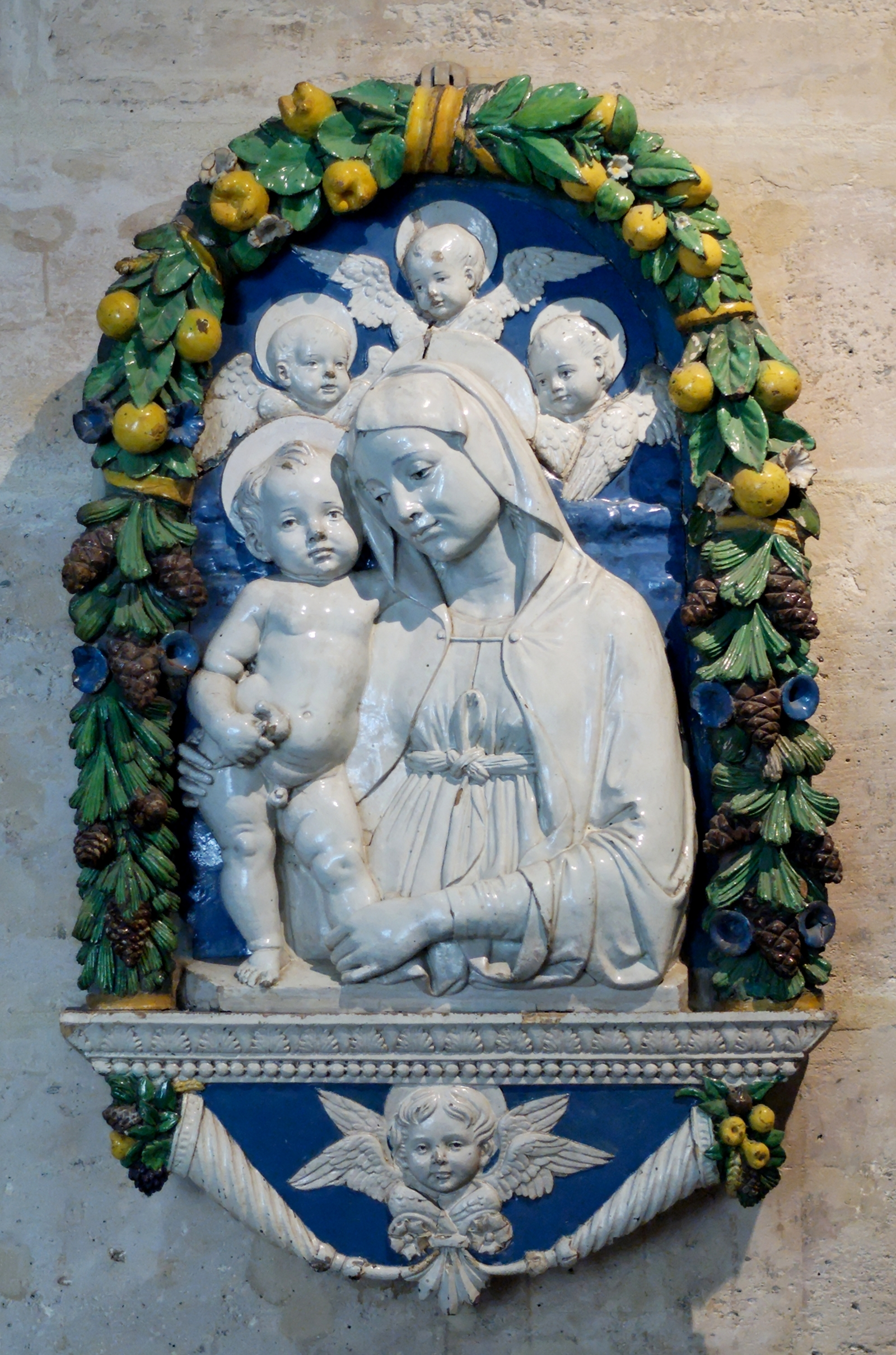
『智天使と聖母子』（1500年頃）、アンドレア・デッラ・ロッビア
ルーヴル美術館（パリ）

ローマ・カトリック教会によって広められた聖母マリア崇敬は、フィレンツェでも深く受け入れられた。聖母をモチーフとした宗教画が穀物市場の円柱に飾られ、サンタ・マリア・デル・フィオーレ大聖堂やサンタ・マリア・ノヴェッラ教会のように、聖母に捧げられた宗教施設も多い。穀物市場の絵画は火災によって失われてしまったが、1330年代にベルナルド・ダッディが新たに描き起こし、オルカーニャが制作したオルサンミケーレ教会の絢爛豪華なタベルナクル（天蓋付き壁龕）に配された。

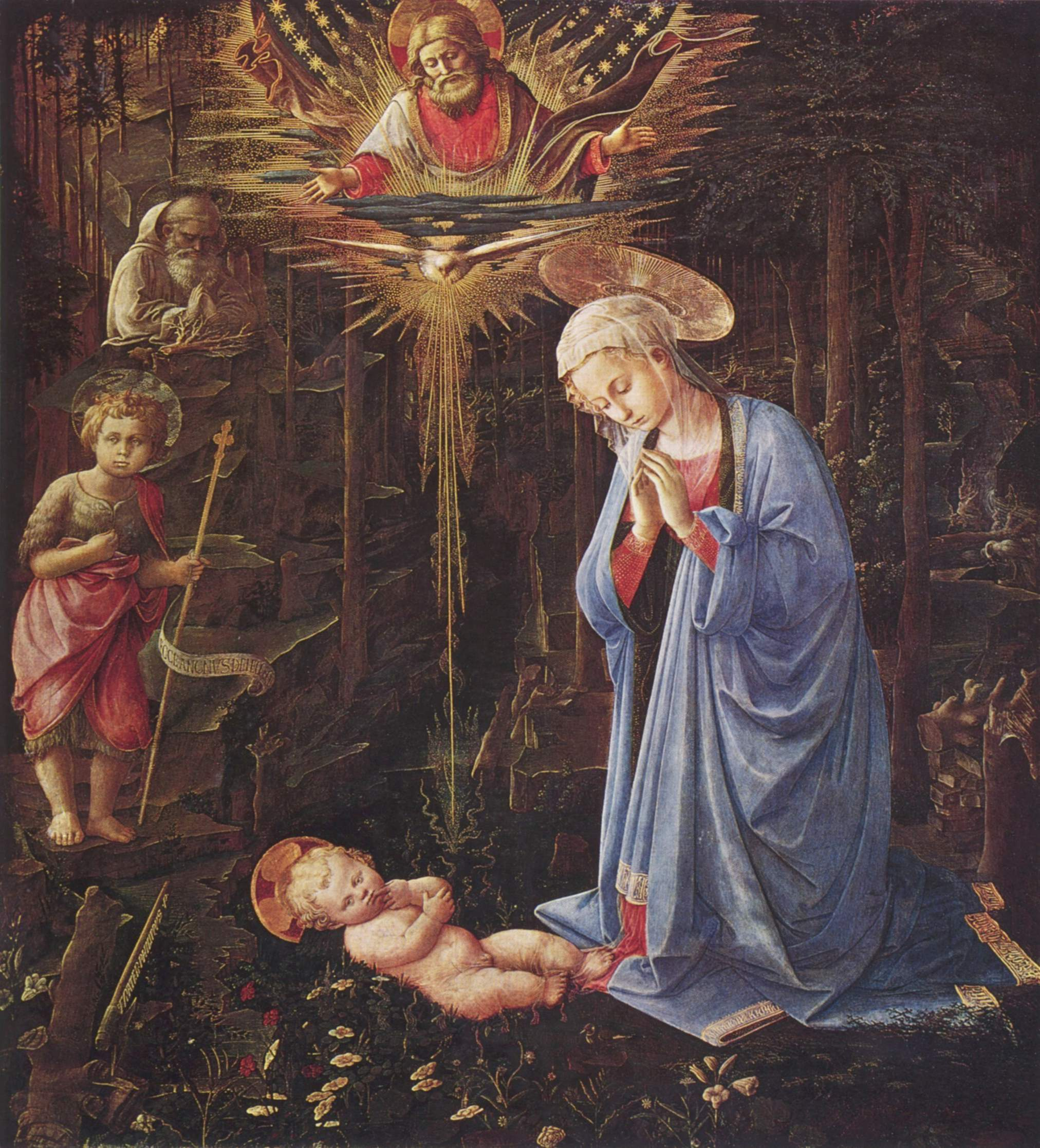
『聖母子』（1459年頃）、フィリッポ・リッピ
絵画館（ベルリン）

フィレンツェでは、大量生産された小さなテラコッタの飾り額から、チマブーエ、ジョット、マサッチオらの壮大な祭壇画まで「聖母子」を描いた美術作品が数多く制作されている。15世紀から16世紀前半にかけて、聖母に関する美術作品の制作をほぼ独占するような工房が存在した。これはデッラ・ロッビア一族が経営する工房で、絵画ではなく陶磁器、土器による彫刻工芸を専門としていた。例えば、サンタ・マリア・デル・フィオーレ大聖堂のレリーフ『カントリア』（1431年 - 1438年）の制作者として有名なルカ・デッラ・ロッビアは、釉薬を使用した大規模なテラコッタを駆使した最初期の彫刻家である。デッラ・ロッビア一族が制作した作品は、変質しにくい陶磁器という特性もあって多く現存している。デッラ・ロッビア一族の技術は高く、とくにルカ・デッラ・ロッビアの甥アンドレア・デッラ・ロッビアが制作した幼児キリストの彫刻は極めて写実的で、聖母の感情表現や美的表現にも優れている。デッラ・ロッビア一族の作品は、フィレンツェの芸術家たちに広く模倣され、聖母をモチーフとした美術作品の基準ともいえる地位を確立していった。
ルネサンス初期に聖母マリアをモチーフとした絵画作品を描いた画家として、フラ・アンジェリコ、フィリッポ・リッピ、ヴェロッキオ、ダヴィデ・ギルランダイオ (en:Davide Ghirlandaio) らがいる。聖母の宗教画はルネサンス期を通じて描き続けられ、メディチ家の依頼で12年間に渡って一連の聖母の絵画を描いたボッティチェッリ、甘美な表現で聖母や聖人を描いたペルジーノ、『ベノワの聖母』（1478年、エルミタージュ美術館（サンクトペテルブルク））を描いたレオナルド・ダ・ヴィンチらの作品が現存している。 彫刻を主たる活動としていたミケランジェロも『聖家族』を描き、ラファエロも「聖母の画家」と呼ばれるほどに聖母をモチーフとした絵画を多く描いた。

## フィレンツェ以外の初期ルネサンス絵画

### マンテーニャ（パドヴァ）

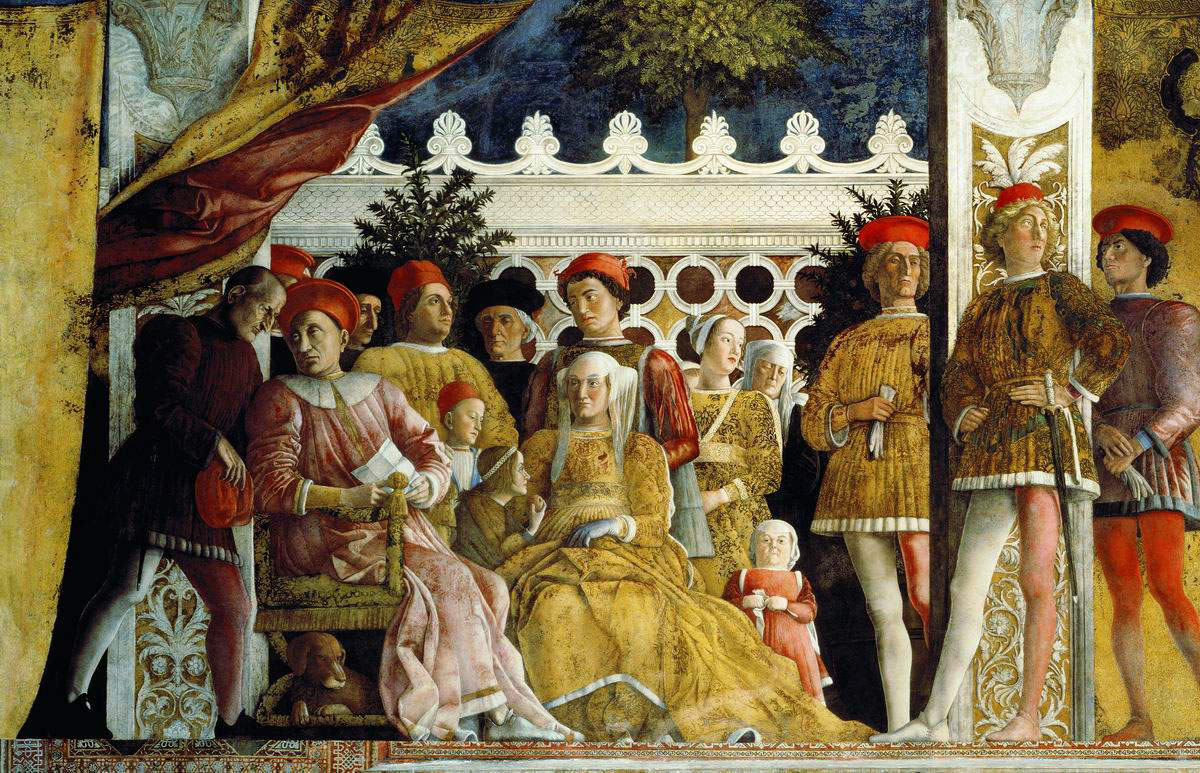
『宮廷』（1474年）、マンテーニャ
ドゥカーレ宮殿、夫婦の間（マントヴァ）
ゴンザーガ侯ルドヴィーコ3世とその一族の集団肖像画

ルネサンス初期の北イタリアでもっとも重要な画家は、フィレンツェ出身の偉大な彫刻家ドナテッロが活動していたパドヴァで若年期を送ったマンテーニャである。ドナテッロは、ローマ教皇庁の傭兵隊長ガッタメラータの勲功を称えた、その後数世紀にわたって騎馬像彫刻作品を方向付けることになる『ガッタメラータ騎馬像』（1450年、サンタントーニオ・ダ・パードヴァ聖堂前広場（パドヴァ））をはじめ、多くの彫刻を制作したルネサンス史上非常に重要な芸術家で、透視図法を駆使したレリーフや建築設計などにも優れた作品を残している。
マンテーニャはわずか17歳のときに最初の絵画制作依頼を受けた。パドヴァのスクロヴェーニ礼拝堂近辺のエレミターニ礼拝堂のフレスコ壁画『聖ヤコブと聖クリストフォロスの生涯』である。エレミターニ礼拝堂は第二次世界大戦による被災で大部分が破損し、『聖ヤコブと聖クリストフォロスの生涯』も写真が残っているだけだが、マンテーニャが10代にして透視図法の優れた技術と古代ギリシア・ローマの美術様式への知識を身につけていたことがわかる。これは13世紀はじめに設立された伝統あるパドヴァ大学が、15世紀のイタリアでも屈指の高等教育機関だったことも関係している。
マンテーニャのもっとも有名な作品は、マントヴァ侯爵ゴンザーガ家の邸宅であるドゥカーレ宮殿の「夫婦の間」(en:Camera degli Sposi) に、1470年ごろに描いたフレスコ画である。このフレスコ壁画には当時のゴンザーガ家の暮らしぶりが描かれており、当主の侯爵ルドヴィーコ3世がローマ遊学から帰宅した息子と家庭教師を迎える場面や、一族が狩猟の準備をする場面など、歴史、文学、哲学、宗教などとはまったく無関係な日々の情景が描写されているという点において異例の作品となっている。飾り額や花冠を手に持って楽しげに飛び回ったり、天井に描かれた架空の空を取り囲む、騙し絵のような飾り穴のある欄干にしがみつく天使たちが、わずかに宗教色を感じさせる例外的存在となっている。

### コズメ・トゥーラ（フェラーラ）

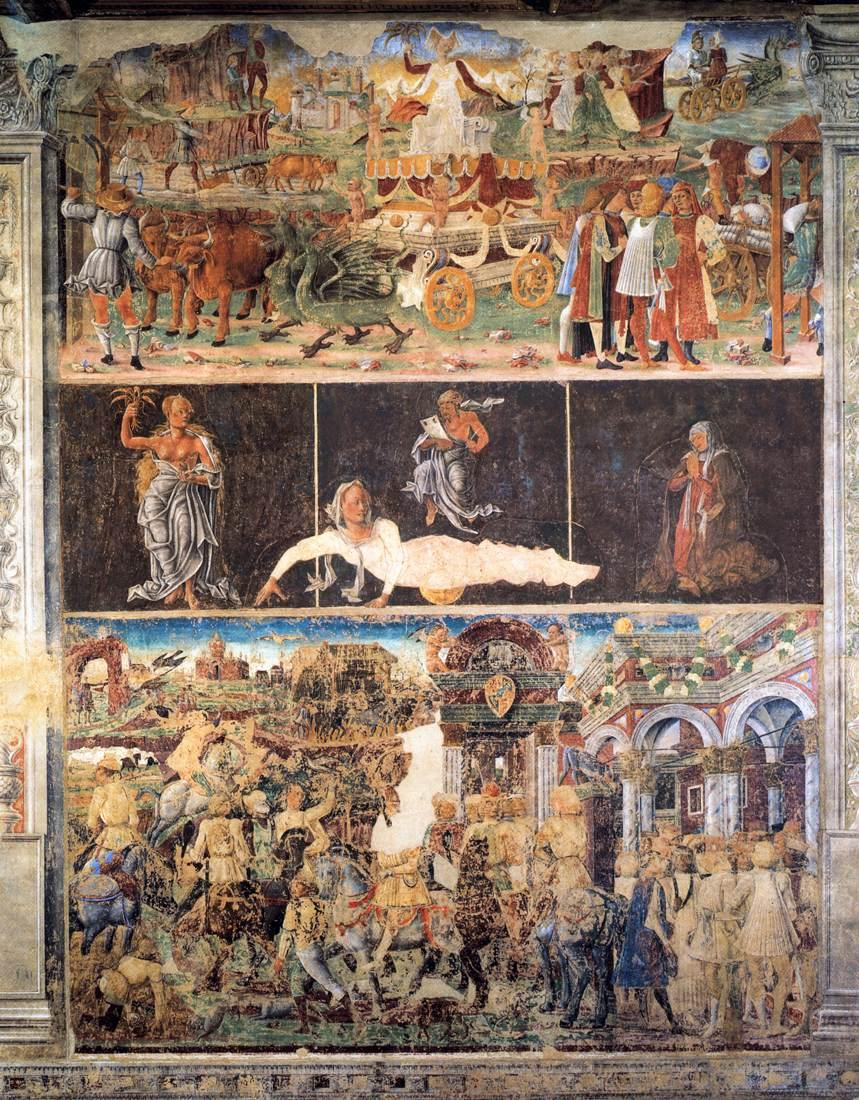
『8月の寓意 セレスの勝利』（1476年 - 1484年頃）、コズメ・トゥーラ
スキファノイア宮殿（フェラーラ）

マントヴァのゴンザーガ宮廷で活動していたマンテーニャと同時期に、フェラーラの有力貴族エステ家に仕えていた芸術家コズメ・トゥーラがいる。トゥーラの作品は非常に独特なもので、ゴシック様式と古典様式双方からの強い影響が見られる。トゥーラは、あたかも聖人であるかのように古典様式の人物像を描いた。周囲には非現実的で分かりやすい寓意がちりばめられ、人物は入念に計算された複雑なしわを持つエナメル細工で飾られた衣装をまとっている。
1471年にローマ教皇パウルス2世からフェラーラ公爵位を授与されたデステ家のモデナおよびレッジョ公ボルソは、フェラーラ公宮廷となるスキファノイア宮殿 (en:Palazzo Schifanoia) を建築中だった。トゥーラの個人的な記録によると、スキファノイア宮殿の内部装飾計画が開始された1470年に、フランチェスコ・デル・コッサとエルコレ・デ・ロベルティの二人の芸術家がデステ家に雇い入れられている。
スキファノイア宮殿の内部装飾計画は、その遂行において複雑な寓意性と緻密さを求められるものだった。装飾の主要なテーマは「一年の移り変わり」で、黄道十二宮のサインを、一カ月を10日ずつ支配する謎めいた「勝利者」とともに描き出すというものだった。ライオン、ワシ、ユニコーンなどといった獣が牽く豪奢なチャリオットが表現された画面上部には、古代ギリシア・ローマ神話から12名の神々が、自身を象徴する寓意とともに描かれている。また、画面下部には、マンテーニャがドゥカーレ宮殿の「夫婦の間」に描いたフレスコ画と同様に、一族の暮らしぶりが描写されている。例えば『3月の寓意 ミネルヴァの勝利』には、ローマ神話の知恵の女神ミネルヴァが上部に描かれ、下部にはボルソ・デステが裁判を執り行う場面、さらに遠景にはブドウの樹を手入れする農民とが描かれている。現在ではフレスコで描かれた部分の損傷が激しく、なにが描かれているのか特定できない箇所も多い。この絵画にはトゥーラ、デル・コッサ以外にも、複数の画家の手が入っているのはほぼ確実だが、コズメ・トゥーラ独特の奇抜なデザインが根幹となっており、作品全体としての作風には不整合は感じられない。

### アントネッロ・ダ・メッシーナ

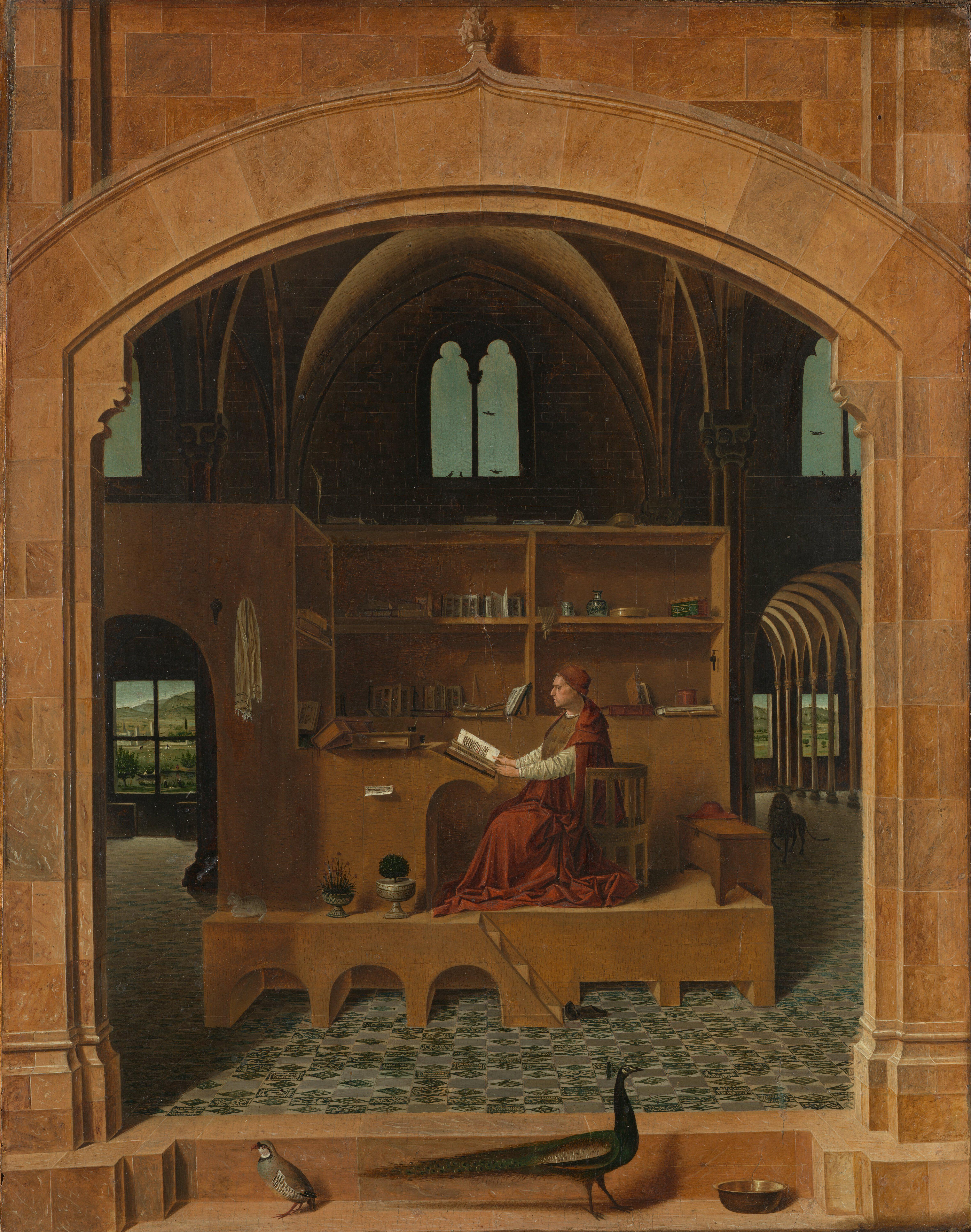
『書斎の聖ヒエロニムス』（1474年 - 1475年頃）、アントネッロ・ダ・メッシーナ
ナショナルギャラリー（ロンドン）

アラゴン王アルフォンソ5世が1442年にナポリ王アルフォンソ1世として即位し、自身が所有していたフランドル絵画のコレクションをナポリに持ち込み、さらに人文高等教育機関を設置した。アルフォンソ1世の絵画コレクションには初期フランドル派の巨匠ヤン・ファン・エイクの作品などが含まれており、アントネッロ・ダ・メッシーナは、このコレクションに接することができた画家だったと考えられている。ダ・メッシーナはフィレンツェの画家たちよりも早い時期に初期フランドル派の作品と出会い、初期フランドル派の画家たちが発展、確立した油彩技法の可能性に着目し、自身の絵画にいち早く取り入れた。ダ・メッシーナはこの油彩技法をヴェネツィアにも伝え、当地の画家ジョヴァンニ・ベリーニらがすぐさまその作品に採用している。海に面した都市で広く受け入れられていたとは言い難いフレスコ技法に代わって、油彩技法は大きな成功を収めるようになっていった。
ダ・メッシーナは色鮮やかな精緻に表現された肖像画を得意とした画家である。しかしながら代表作の一つにあげられる『書斎の聖ヒエロニムス』に、ダ・メッシーナが身につけていた優れた透視図法と光の表現技法をみることができる。『書斎の聖ヒエロニムス』は 45.7 cm × 36.2 cm 程度の小作品で、後期ゴシック風のアーチに縁取られた構成となっており、このアーチを通して建物内左右に聖俗それぞれの内装が描かれている。画面中央には木製の椅子に座った聖ヒエロニムスが配置され、画面右側の暗部にヒエロニムスを象徴するライオンが描かれている。この作品における、すべての扉、窓から射し込む自然光と、室内に描かれたあらゆるものに回り込む反射光の描写はピエロ・デッラ・フランチェスカにも大きな刺激となった。さらにダ・メッシーナの作品は、サンタ・クローチェ同信会の依頼で『ヴェネツィアの奇跡』を描いたジェンティーレ・ベリーニと、その弟で北イタリアにおける盛期ルネサンスでも最重要の画家であるジョヴァンニ・ベリーニにも影響を与えている。

## 盛期ルネサンス

### パトロンと人文主義

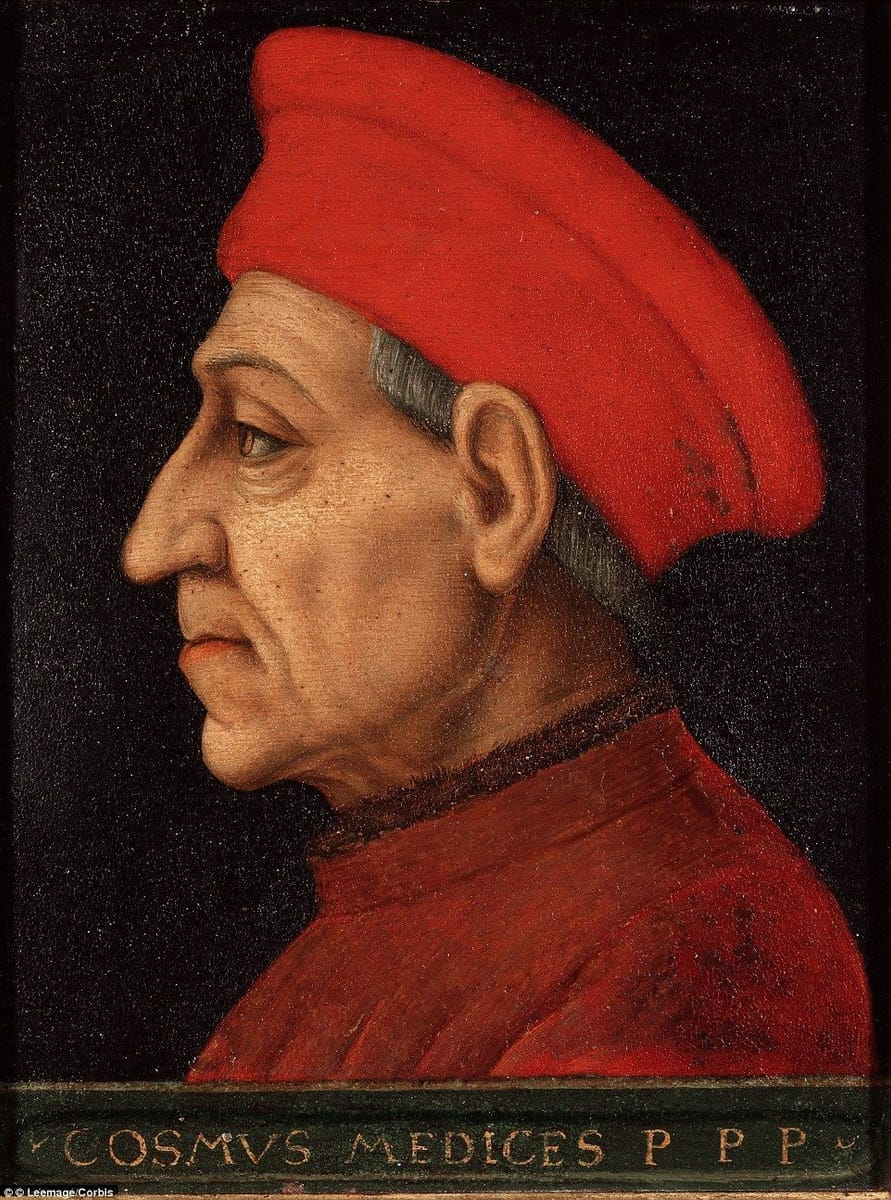
『コジモ・デ・メディチ』（1500年代）、ブロンズィーノ

15世紀後半のフィレンツェで制作される美術品は、その多くが最終的に教会などに寄付されて装飾として使用されたとはいえ、作品の依頼主、支払主は裕福な市井の人々がほとんどだった。芸術家を支援する当時のこのようなパトロンとしてもっとも有名なのがメディチ家であり、さらに、サセッティ家、ルッチェライ家、トルナブオーニ家などのメディチ家と関係の深い一族である。
1460年代にコジモ・デ・メディチが、人文主義者、哲学者マルシリオ・フィチーノを自邸に招聘し、古代ギリシアの哲学者プラトンの著作とその学派であるプラトン哲学の翻訳に従事させた。このプラトン哲学は、人間を宇宙の中心にすえるもので、個人それぞれと神との関係性、兄弟のようなあるいは「プラトニック」な愛情の追求は、神の慈愛の模倣ないし理解に近づこうとする行為に他ならないというものだった。

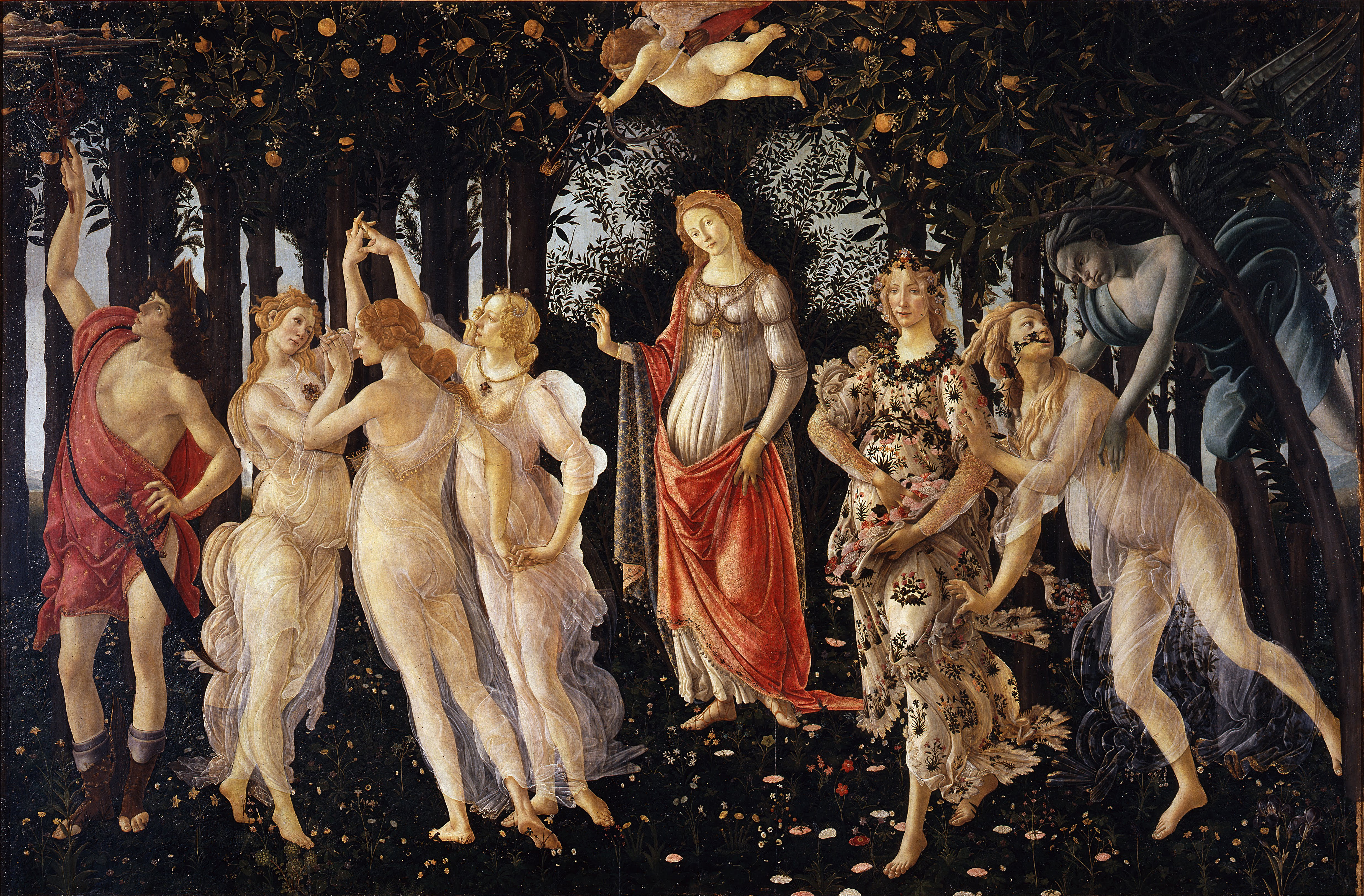
『プリマヴェーラ』（1482年頃）、ボッティチェッリ
ウフィツィ美術館（フィレンツェ）

それまでの中世ヨーロッパでは、古代に関連するあらゆるものが異端として受け止められていたのに対し、ルネサンスにおいては次第に啓蒙主義として受け入れられていった。ギリシア・ローマ神話の登場人物がキリスト教美術の新しい象徴、寓意の役割を担うモチーフとして認められるようになり、その中でもとくにローマ神話の女神ヴィーナスが、まったく新たな役割を与えられて美術作品に描かれるようになった。ギリシア神話の女神アフロディーテと同一視されたヴィーナスは、泡の中から完璧な肉体を持って誕生したとされている。ある意味奇跡とも呼べるこの誕生によって、ヴィーナスは旧約聖書のイヴと重ねられて純粋な愛の寓意とされ、さらには聖母マリアを象徴する女神となったのである。ヴィーナスをこれらの役割を持つ寓意として表現した、ルネサンス美術史上でも有名な作品として、1480年代にボッティチェッリがメディチ一族のロレンツォ・ディ・ピエロフランチェスコの依頼で描いたとされる2点のフレスコ画『プリマヴェーラ』と『ヴィーナスの誕生』がある。
一方、細部まで精密に表現された優れたデッサン力を持つ、当時でも屈指の肖像画家ドメニコ・ギルランダイオは、メディチ家と関連の深い一族に関係するフィレンツェの大きな教会施設にフレスコ壁画を描いている。サセッティ家ゆかりのサンタ・トリニタ教会 (en:Santa Trinita) サセッティ礼拝堂 (en:Sassetti Chapel) と、トルナブオーニ家ゆかりのサンタ・マリア・ノヴェッラ教会トルナブオーニ礼拝堂 (en:Tornabuoni Chapel) のフレスコ画群がそれである。これらのフレスコ画には「聖フランシスコの生涯」「聖母マリアの生涯」「洗礼者ヨハネの生涯」などが含まれ、パトロンたちの肖像画もともに描かれている。サセッティ礼拝堂にはパトロンであるロレンツォ・デ・メディチ、ロレンツォの三人の子供、そして人文詩歌、哲学の家庭教師だったアンジェロ・ポリツィアーノとともに描かれたギルランダイオ自身の肖像画が残っている。トルナブオーニ礼拝堂にもポリツィアーノの肖像画があり、マルシリオ・フィチーノをはじめ、当時影響力のあったプラトン・アカデミーのメンバーも描かれている。

### 初期フランドル派からの影響
1450年ごろからロヒール・ファン・デル・ウェイデンたち初期フランドル派の絵画作品がイタリアに流入し始め、ヤン・ファン・エイクらが発展、確立した油彩技法が注目を浴びた。それまでイタリアで主流だったテンペラやフレスコは、取扱いが難しい上に、モチーフを自然な質感で写実的に描き出すには、やや不向きな絵画技法だった。これに対し、表現の自由度が高く、ぼかし表現や透明感のある描写が可能であり、時間がたっても修正、加筆が容易な油彩技法は、イタリアの芸術家たちに絵画作品の新たな可能性をもたらすこととなった。
1483年にフーホ・ファン・デル・フースの『ポルティナーリ家の三連祭壇画』がフィレンツェに持ち込まれた。この作品は、メディチ銀行ブルッヘ支社の支配人トンマーゾ・ポルティナーリ (en:Tommaso Portinari) の依頼で、フィレンツェのサンタ・マリーア・ヌオーヴァ施薬院付属サンテディジオ教会の祭壇画用として制作されたものである。『ポルティナーリ家の三連祭壇画』の左翼には赤と緑が、制作依頼者のトンマーゾ・ポルティナーリが着用する黒のヴェルヴェットのローブと鮮やかな対比をなしている。中央パネル前面では陶器とガラスの花瓶とそれぞれに飾られた花束とが好対照となって描かれている。ガラスの花瓶の透明感は、当時油彩でしか成し得ない特筆すべき表現手法である。しかしながらこの三連祭壇画が、当時の芸術家たちにもっとも大きな衝撃を与えたのは、中央パネルに描かれた不精髭をたくわえた労働着に身を包みキリストの誕生を礼拝する、三人の羊飼いの自然で写実的な描写だった。この作品を目にしたドメニコ・ギルランダイオもすぐさま自身の、フランドル風の面長の聖母マリアの代わりにイタリア風の表現で聖母マリアを描いた『サセッティ家の三連祭壇画』にこの作品を取り入れ、芝居がかった身振りの羊飼いとして、自画像を描いている。

### システィーナ礼拝堂壁画

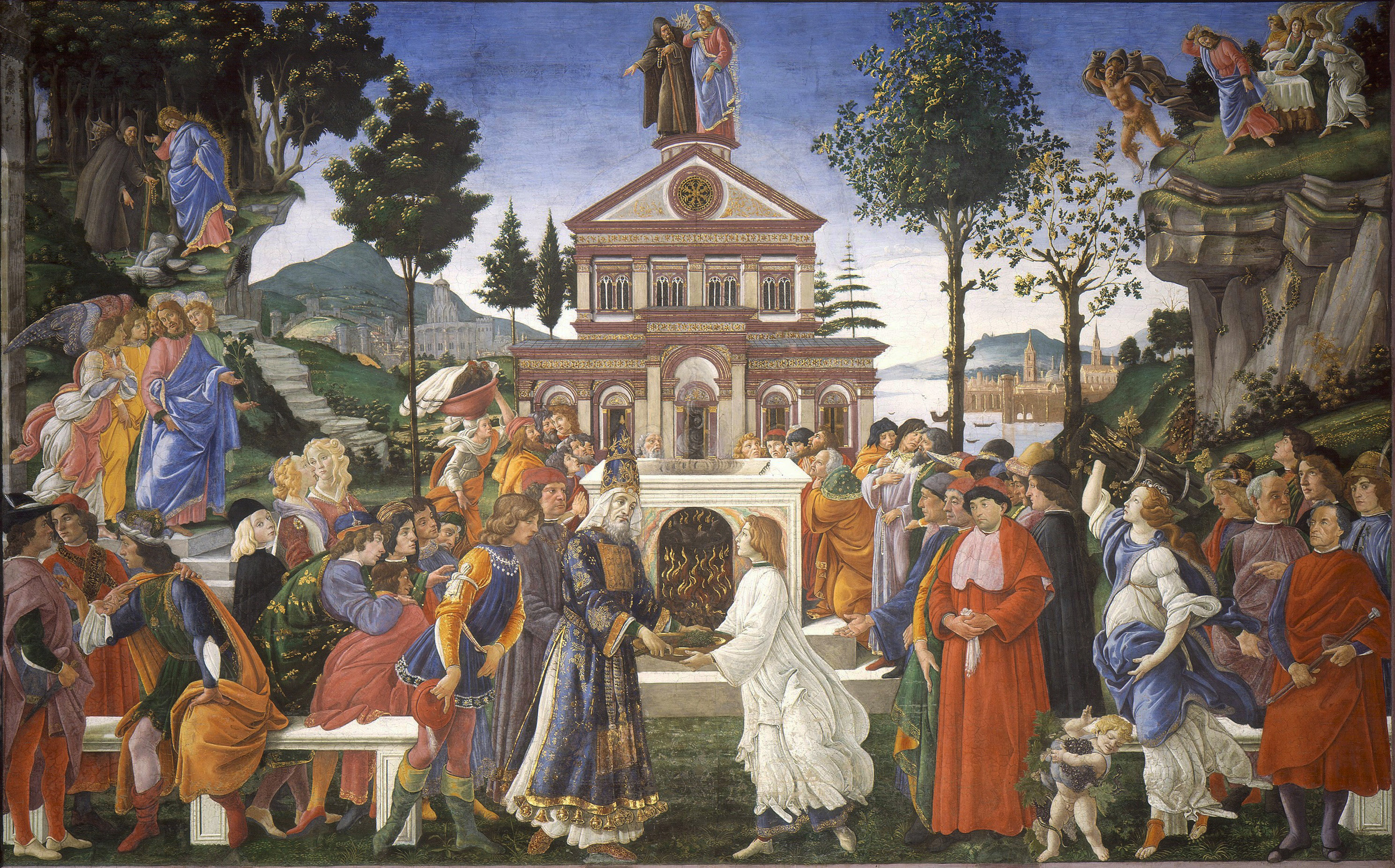
『らい病者の浄め』（1480年 - 1482年頃）、ボッティチェッリ
システィーナ礼拝堂（バチカン）

1477年にローマ教皇シクストゥス4世は、バチカン宮殿付属の手入れが十分になされずに放置されていた礼拝堂の改築を開始した。この礼拝堂はシクストゥス4世の教皇名（伊: Sisto IV）にちなんでシスティーナ礼拝堂と名付けられ、内部装飾として内壁中央までのフレスコ画16点、さらにその上部に歴代教皇の肖像画を描く計画が立てられた。
1480年にフィレンツェで活動していた芸術家、ボッティチェッリ、ペルジーノ、ドメニコ・ギルランダイオ、コジモ・ロッセッリ らにシスティーナ礼拝堂の内装壁画制作が依頼された。フレスコ画の題材として「旧約聖書」から「モーゼの生涯の物語」、「新約聖書」から「キリストの生涯の物語」が選ばれ、それぞれの物語を補完する絵画も同時に描かれることになった。『キリスト誕生』と『モーゼの発見』が主祭壇に隣接した壁面に描かれ、その間には『聖母被昇天』の三連祭壇画が置かれていた。これらの絵画はペルジーノの作品だったが、後年ミケランジェロが『最後の審判』を描くにあたって失われている。

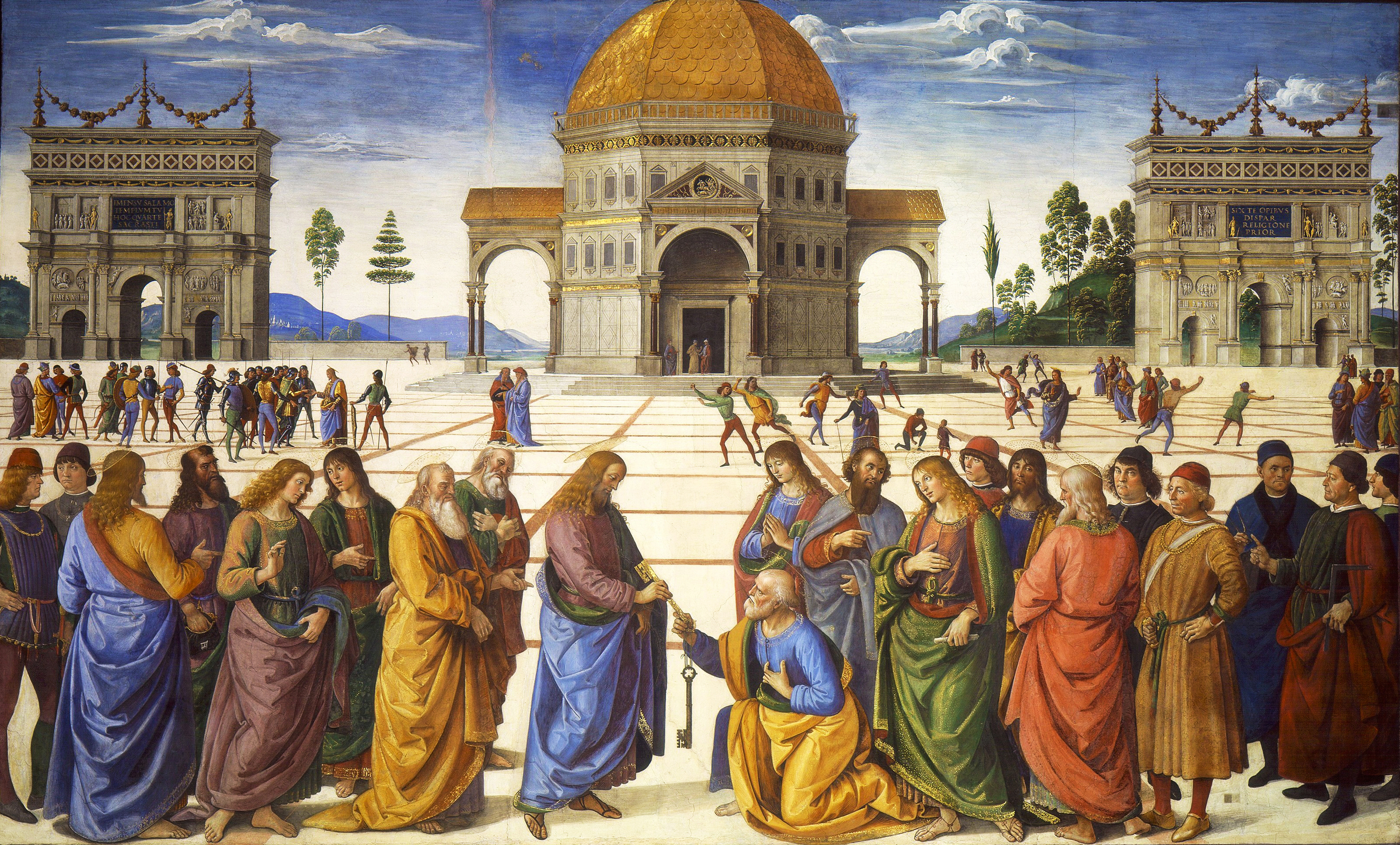
『聖ペテロへの天国の鍵の授与』（1480年 - 1482年頃）、ペルジーノ
システィーナ礼拝堂（バチカン）

現存する12点のフレスコ壁画から、システィーナ礼拝堂壁画に携わった画家たちが高度な技術の持ち主であったことと、それぞれの作風も技法も全く異なっていたにもかかわらず、協調して壁画制作にあたったことが見て取れる。フレスコ画には男性、女性、子供、さらに天使から古代エジプトのファラオや悪魔にいたるまで数多くのモチーフが描かれており、これらを描きあげた画家たちの才能すべてが凝縮されている。すべてのフレスコ画には背景として風景画が描かれているが、これはそれぞれの画家たちが人物像の大きさをそろえようとしたためであり、余った画面上部に風景と空が描かれることになった。風景画部分に主題とは別の場面が小さく描かれているフレスコ画もあり、ボッティチェッリの『らい病者の浄め』には『キリストの誘惑』三景が画面上部に描かれている。
ペルジーノの『聖ペテロへの天国の鍵の授与』は、その構成の明快さと平易さにおいて特筆すべき寓意に満ちた美しい作品で、群衆の中にはペルジーノの自画像も描かれている。町並みの描写には透視図法が用いられており、背景の二つの凱旋門はペテロがローマの大司教であることを、中央の八角形の建物は洗礼堂、あるいは古代ローマの霊廟を象徴している。

### レオナルド・ダ・ヴィンチ
レオナルド・ダ・ヴィンチは、あらゆる分野に業績を残し、その桁外れともいえる才能から、典型的な「ルネサンス人」と呼ばれる大芸術家、大学者である。しかしながらレオナルドが存命当時にもっとも才能を高く評価されていたのは画家としてであり、レオナルドも自身が興味を持った知識を絵として多く残している。
レオナルドは科学的な観察眼を持ち主だった。草原の草花、川の渦、岩や山の形状、木の葉の間から降り注ぐ太陽光、光を反射してきらめく宝石など、あらゆるものを観察して絵に写し取った。人間の肉体構成にも多大な興味を示し、病院の引き取り手のいない死体を30体以上入手して、筋肉や腱の構造を理解するために解剖を行っている。当時の画家の誰よりも、レオナルドは「空気の表現」に優れていた。その絵画作品、たとえば『モナ・リザ』や『岩窟の聖母』でレオナルドは、光と陰を極めて繊細な筆致で描き出しており、レオナルドの「スフマート (sfumato)」と呼ばれる新しい絵画技法として知られるようになった。
レオナルドは、作品の鑑賞者を移ろう陰影、複雑な岩肌、渦巻く急流などが描かれた謎めいた絵画世界へと誘うことと、ジョットが創始しマサッチオが『アダムとイヴ』で再発展させた人物描写における極めて写実的な感情表現とを両立させた画家である。ミラノのサンタ・マリア・デッレ・グラツィエ修道院の食堂に描かれた壁画『最後の晩餐』は、その後500年に渡って物語性を持つ宗教絵画の標準的作品となった。ルネサンス期を通じて多くの画家が『最後の晩餐』を描いている。しかしながらレオナルドの『最後の晩餐』だけが、木材、アラバスター、石膏、リトグラフ、タペストリー、編み物、テーブルクロスなど様々な素材で数え切れないほどに模倣された作品となっている。描いた絵画作品からの直接的な影響以外にも、レオナルドが行った光、解剖、風景、感情表現などの研究は、惜しみなく弟子や周囲の人々に公開されてヨーロッパじゅうに広まっていった。

### ミケランジェロ

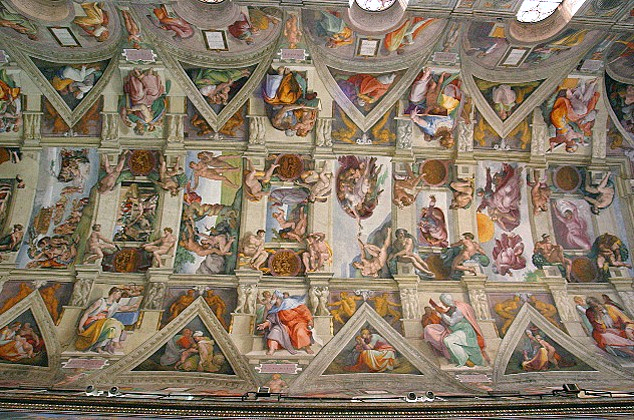
「システィーナ礼拝堂天井画」（1508年 - 1512年）、ミケランジェロ
システィーナ礼拝堂（バチカン）

1508年にローマ教皇ユリウス2世は、「彫刻家」のミケランジェロに、システィーナ礼拝堂内部装飾の続行を命じた。ユリウス2世の当初の計画では、システィーナ礼拝堂の天井の、ヴォールト構造に支えられた12のペンデンティヴに一人ずつ十二使徒が描かれる予定だった。ミケランジェロは自身は画家ではなく彫刻家であると自負していた上に、数年前からユリウス2世自身の大規模な霊廟の制作を手がけていたため、このシスティーナ礼拝堂天井画制作は、ユリウス2世に無理矢理押し付けられたも同然の仕事だった。このような背景もあり、ユリウス2世の命令に逆らえなかったとはいえ、それほどユリウス2世に敬意を持っていなかったミケランジェロは、ユリウス2世の計画をすべて無視して、自身で考案したより複雑な構成で天井画を描くこととした。この壮大な天井画はわずかな助手の協力を除いてミケランジェロ単独の作品であり、完成までに5年近くの歳月を要した。
天井に十二使徒を描くというユリウス2世の当初の構想は、既にシスティーナ礼拝堂の壁画として描かれていた歴代教皇の肖像画および『旧約聖書』、『新約聖書』の内容と、新しくミケランジェロが描く天井画との主題を統一しようとするものだった。十二使徒にはローマ・カトリック教義における初代ローマ教皇である聖ペトロがおり、壁画の歴代教皇と天井画の十二使徒との橋渡しの役割を担っている。しかしミケランジェロの構想は、ユリウス2世のそれとはまったく方向性が異なっていた。神による壮大な人類の救済ではなく、人類の堕落をより描き出そうとした。これによってミケランジェロは、人類には信仰と神の子たるキリストが必要であるということを表現したのである。

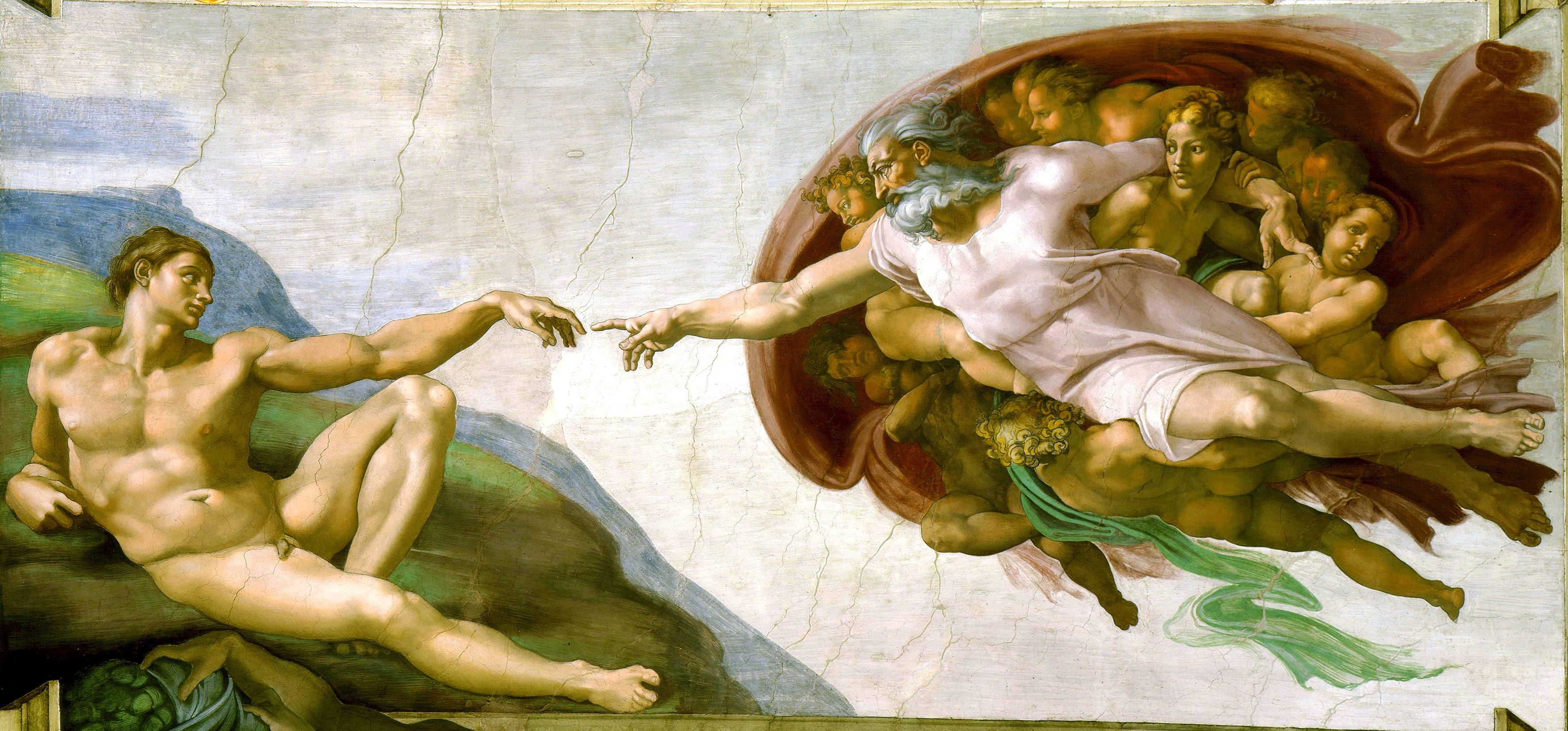
『アダムの創造』（1508年 - 1512年）、ミケランジェロ
システィーナ礼拝堂（バチカン）

一見するとシスティーナ礼拝堂天井画には人類創生が描かれているように見える。アダムなど人物像には超人的な造形がなされ、ヴァザーリ』の『画家・彫刻家・建築家列伝』によれば、ミケランジェロではなく神自身がデザインしたかのようだとされている。しかしながら個々の人物造形が美々しく描写されているとはいえ、ミケランジェロは過度に美化して描いてはおらず、精神的な愛を理想化して表現しようともしていない。天井画最下部の『キリストの先祖たち』ではそれぞれの家族の人間関係を極めて不仲に表現しており、家族間の親密な愛情表現とは程遠い構成で描かれている。
ヴァザーリはミケランジェロが様々な姿形の人物像を描いており、多種多様なポーズを描きだす創造力は無限のものであると絶賛した。後にラファエロは、この天井画にミケランジェロが描いた預言者を模した人物像を、少なくとも2体描いている。ヴァチカンのサンタゴスティーノ教会のイザヤと、ヴァチカン宮殿「ラファエロの間」の『アテナイの学堂』に描かれた古代ギリシアの哲学者ヘラクレイトスで、ヘラクレイトスはミケランジェロ自身をモデルとして描かれている。

### ラファエロ

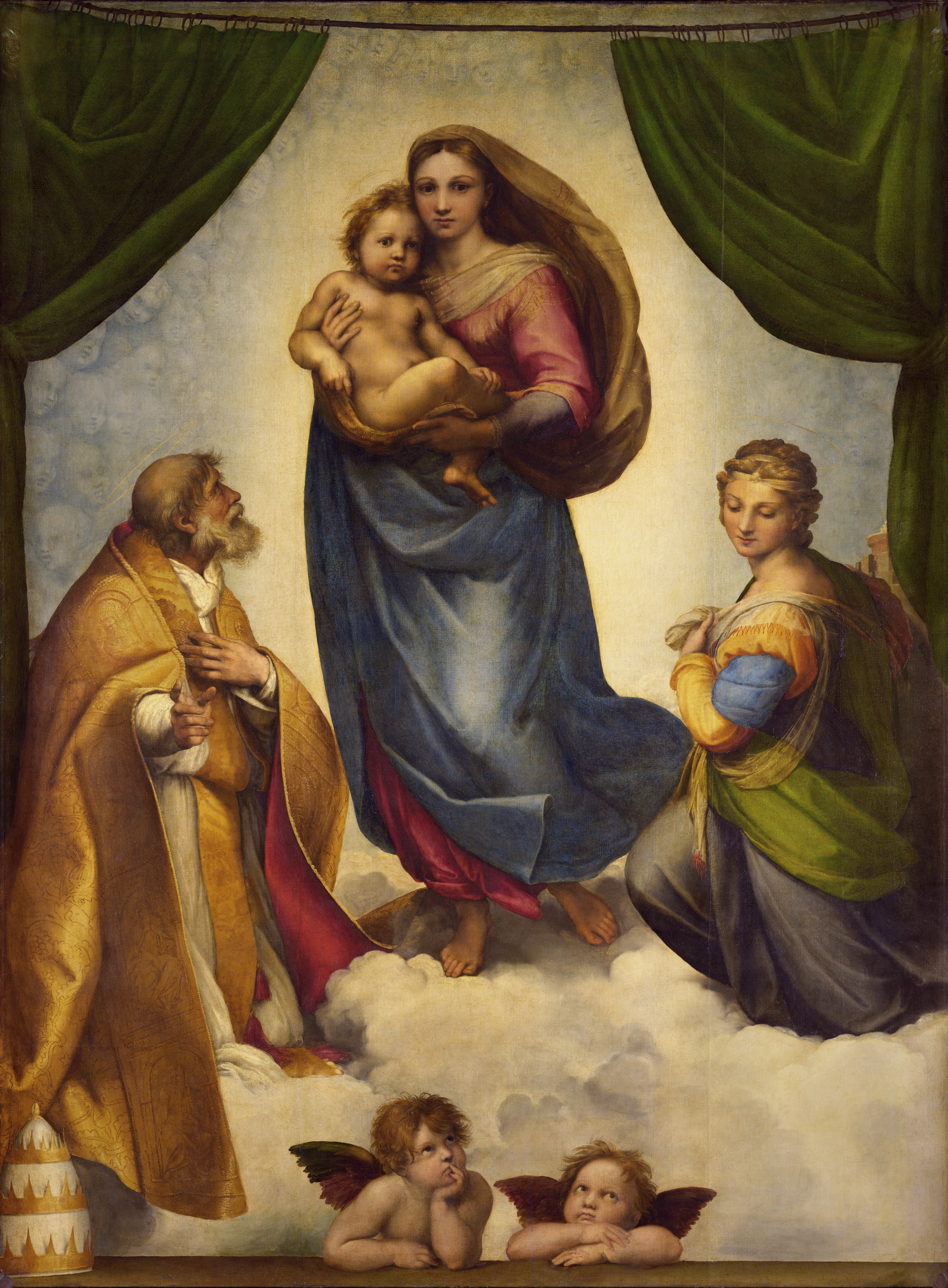
『システィーナの聖母』（1513年 - 1514年頃）、ラファエロ
アルテ・マイスター絵画館（ドレスデン）

レオナルド・ダ・ヴィンチ、ミケランジェロとともに、ラファエロは盛期ルネサンスの代名詞といえる大芸術家である。ただし、ラファエロが生まれたのはミケランジェロよりも18年、レオナルドよりも30年近く後になってからである。ラファエロの絵画作品はレオナルドやミケランジェロほどには革新的であるとはいえない。むしろ、それまでのルネサンス期に他の巨匠たちが革新した絵画様式をまとめ上げ、一つの到達点を極めた芸術家であるといえる。
ラファエロはウルビーノ公爵家の宮廷画家ジョヴァンニ・サンティ (en:Giovanni Santi) の息子として生まれた。このため、小貴族階級の出身だったミケランジェロとは違って、ラファエロが芸術家の道に進むことに障害はなかった。父親の死後数年間、当時の優れた画家で高度な技術を持っていたペルジーノの工房で弟子として修行をしている。署名と制作年度が残るラファエロの最初期の作品は21歳のときの『聖母の結婚』（1504年、ブレラ絵画館（ミラノ））で、師ペルジーノの作品『聖ペテロへの天国の鍵の授与』の構成や、背景に描かれた建物などがよく似ている。

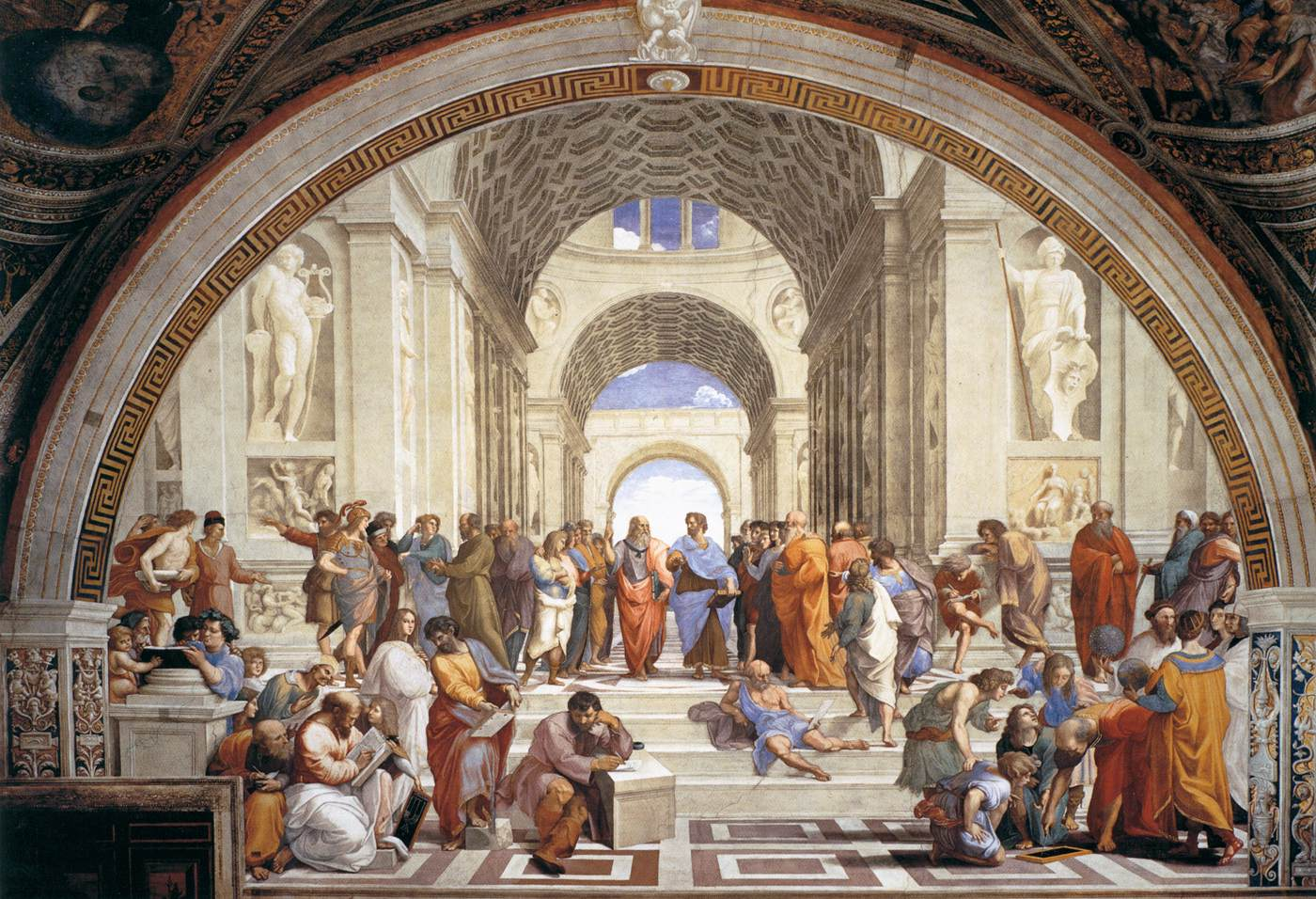
『アテナイの学堂』（1509年 - 1510年）、ラファエロ
ヴァチカン宮殿ラファエロの間（ヴァチカン）

ラファエロは楽天的な性格で、同時代に名声を得ていたほかの芸術家たちの技法を真似ることに抵抗がなかった。このためラファエロの絵画には様々な画家からの影響が見られ、ペルジーノの丸みを帯びた外観と輝くような色彩感覚、ギルランダイオの生き写しの肖像、レオナルドの写実性と明暗表現、ミケランジェロの力強い人物造形が、ラファエロの作品に渾然一体となって表現されている。ラファエロは37歳の若さで夭折したが、多くの祭壇画、海のニンフを描いたフレスコ画『ガラテア』(en:Galatea (Raphael))（1513年、ビラ・ファルネジーナ）、二人のローマ教皇の肖像画、『アテナイの学堂』（1509年 - 1510年）を始めとするヴァチカン宮殿ラファエロの間のフレスコ絵画群など、美術史上、ルネサンス史上、非常に重要な作品を多く残した芸術家である。
『アテナイの学堂』は、レオナルド・ダ・ヴィンチをモデルとしたといわれる哲学者プラトンを中心に、一堂に会した古代ギリシアの哲学者たちを古典的な様式で描いた作品である。画面中央手前で石のブロックに肘をついている陰気なヘラクレイトスはミケランジェロがモデルで、ミケランジェロのシスティーナ礼拝堂天井画に描かれた預言者エレミヤを模している。ラファエロ自身の自画像も、師のペルジーノをモデルとしたプロトゲネスとともに描かれている。
しかしながら、ラファエロの名前をもっとも有名なものとしているのは前述のような大作ではなく、聖母子を描いたフィレンツェ風の小規模な作品群である。ラファエロは、豊麗で穏やかな表情をした金髪の聖母マリアと丸々と太った幼児キリストの絵画を繰り返し描いた。これらの作品の中でおそらく最も有名なのが、聖母子と幼い洗礼者ヨハネを描いた通称『美しき女庭師』（1507年、ルーヴル美術館（パリ））である。265 cm × 196 cm の『システィーナの聖母』（1513年 - 1514年頃、アルテ・マイスター絵画館（ドレスデン））は、122 cm × 80 cm の『美しき女庭師』の縦横2倍程度の絵画で、ステンド・グラスのデザインとして数え切れないくらいに使用された作品である。また、『システィーナの聖母』の画面下部に描かれている頬杖をついた二体の幼い天使のイメージは、現在でも紙ナプキンから傘にいたるまで、さまざまな商品に使用され続けている。

## ヴェネツィアの盛期ルネサンス絵画

### ジョヴァンニ・ベリーニ

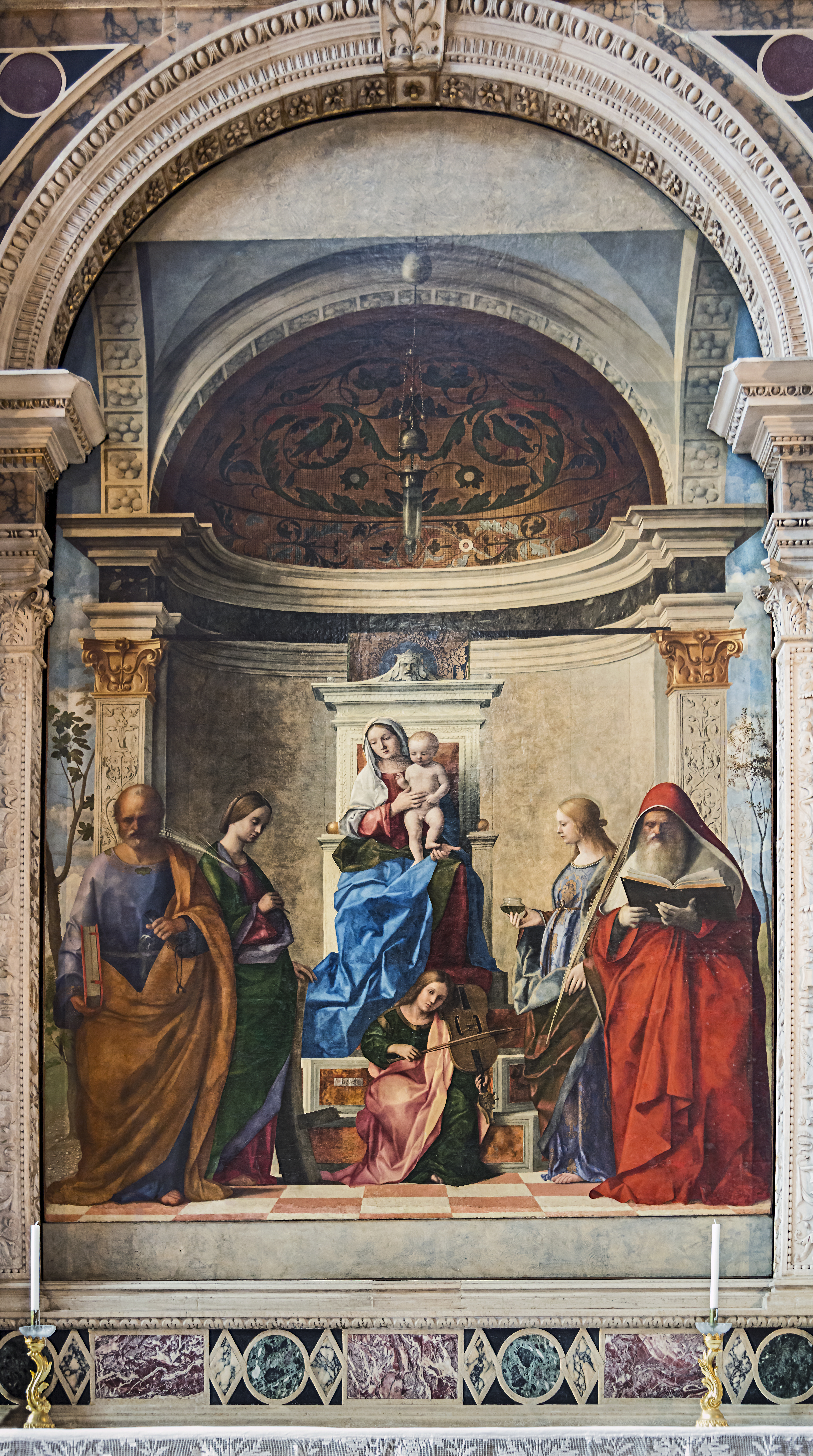
『サン・ザッカリアの祭壇画』（1505年）、ジョヴァンニ・ベリーニ
サン・ザッカリア教会（ベネツィア）

ジョヴァンニ・ベリーニ（1430年頃 - 1516年）は、実兄にジェンティーレ、義兄にはマンテーニャという、それぞれ著名な画家をもつ、ヴェネツィア出身の画家である。ベリーニは兄ジョヴァンニの工房で画家としてのキャリアの多くを過ごしたが、その硬質な作風にはマンテーニャの強い影響が見られる。50歳代になるまで、ベリーニには個人的な署名をした、独力で制作したと思われる作品は存在しない。50歳代以降になって旺盛な制作意欲を示し、後世のジョルジョーネやティツィアーノ（1488年/1490年頃 - 1576年）に影響を与えた。ベリーニも年少のラファエロと同様に多くの聖母子を描いた画家で、豊かで鮮やかな色彩の、ラファエロよりも情熱感のある聖母子が多い。ベリーニの工房でオリジナルの作品から幾度となく複製画が制作されており、『キリストの割礼』には4、5点の全く同じ複製画が存在している。
「聖母子」をモチーフとした伝統的な祭壇画では、玉座に座って幼児キリストを抱く聖母が描かれる。聖人がともに描かれることが多いが、多翼祭壇画であれば中央パネルに描かれた聖母子とは別の左右のパネルに物理的に分かれて描かれるか、建物などで聖母子とは明確に境界を分けて描かれていた。しかしながら、ルネサンス初期にピエロ・デッラ・フランチェスカらが、同じ建物内で聖母子を取り囲むような構成の絵画を描き始めた。ベリーニもこのような構成の聖母子、いわゆる「聖会話」形式の作品を描いており、1505年の『サン・ザッカリアの祭壇画』がその典型例といえる。ベリーニの卓越した構成力を示す作品で、写実的かつ幻想的な建物（ロッジア）を背景にした聖母子と聖人たちが描写されている。開かれたロッジアに流れ込む太陽の光が聖母子、聖母子の足元でヴィオラを奏でる幼い天使、聖母子の両脇に立つ二人の女性の聖人を照らし出し、画面前面に描かれている年老いた沈思する聖ペテロと読書に没頭する聖ヒエロニムスは光の陰に描かれている。

### ジョルジョーネとティツィアーノ

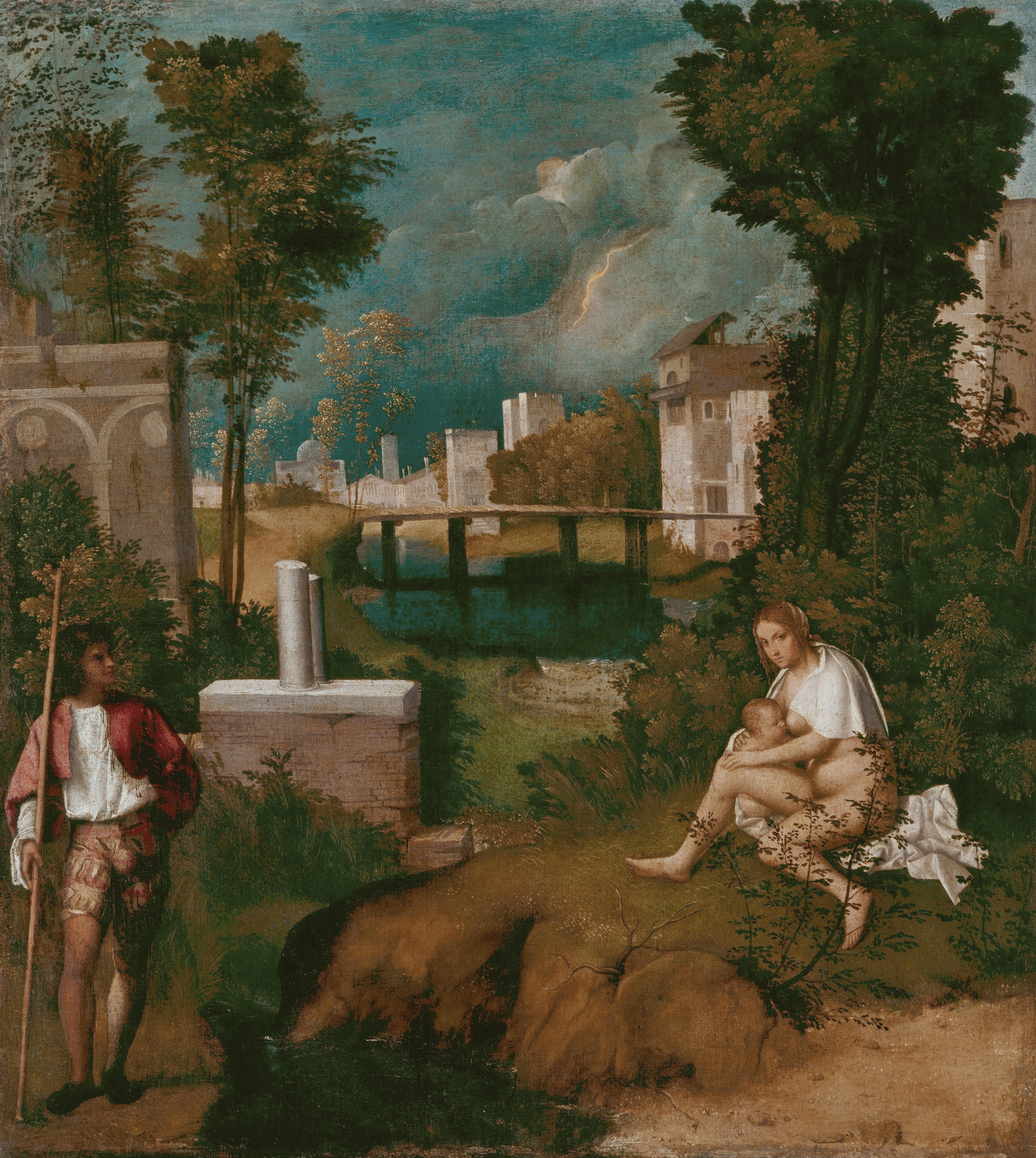
『テンペスタ』（1508年頃）、ジョルジョーネ
アカデミア美術館（ヴェネツィア）

ルネサンス期の芸術家の中でも、もっとも独創的で謎に満ちた画家の一人ジョルジョーネ（1477年/1478年頃 - 1510年）の作品には、師と目されるジョヴァンニ・ベリーニの影響が見られる。代表作のひとつ『テンペスタ』には、子供に乳を与える半裸の女性と着衣の男性、古典様式の円柱、遠雷などが描かれており、何を意図して描かれた作品なのかははっきりとしていない。イタリア人研究家サルヴァトーレ・セッティスはその著書『絵画の発明 - ジョルジョーネ「嵐」解読』で、エデンの園のアダムとイヴを再現したものではないかとしているが、研究者によって異説が多い。ジョルジョーネの真作であると見なされている『三人の哲学者』（1507年頃、美術史美術館（ウィーン））には、生を受けたばかりのキリストを捜しに向かうマギが描かれていると考えられているが、ジョルジョーネの真作であるかどうかも含めて定説とはなっていない。間違いなくジョルジョーネの作品で後世に多大な影響を及ぼしたのは、単独の裸婦像を描いた『眠れるヴィーナス』（1510年、アルテ・マイスター絵画館（ドレスデン））である。『眠れるヴィーナス』は、ルネサンスの源流となった古代美術の裸婦像とは無関係に、ティツィアーノ、ヴェロネーゼらルネサンス期のイタリア人画家のみならず、バロック期のスペイン人画家ベラスケス、オランダ人画家レンブラント、新古典主義のフランス人画家ドミニク・アングル、さらには19世紀印象派のフランス人画家マネにいたるまで、数世紀にわたってヨーロッパの画家たちに影響を与え続けた。

『アンドレア・グリッティの肖像』（1540年）、ティツィアーノ
ナショナル・ギャラリー（ワシントン）

ジョルジョーネは33歳という若さで夭折し、未完の状態で残っていた『眠れるヴィーナス』はジョルジョーネの助手だったティツィアーノが加筆して完成させた。ティツィアーノが加筆した部分は背景の風景と空で、ボッティチェッリの作品に見られるような、森と星明かりに囲まれた女神を表現しており、ティツィアーノ自身も『眠れるヴィーナス』に触発された『ウルビーノのヴィーナス』を描いている。しかしながらティツィアーノが評価されていたのは神話画ではなく肖像画の分野においてであり、長寿を保ったこともあって多くの作品を残している。その生涯に制作した絵画の点数、様式の変革ともに、ジョルジョーネやラファエロ以上に成果を上げた画家である。ティツィアーノの肖像画によって、ピエトロ・アレティーノやローマ教皇パウルス3世など、当時の歴史上の人物の風貌が現在にまで多数伝わっている。ティツィアーノが描いた作品の中でおそらくもっとも力強い肖像画は、ヴェネツィア元首（ドージェ）アンドレア・グリッティの肖像画である。画面からあふれ出るような威厳に満ちた姿の肖像画で、大きな飾りボタンがついたローブを力強い手で握りしめた姿勢で描かれており、グリッティが持つ権力や内なる感情まで表現されている。ティツィアーノは肖像画だけではなく宗教画にも高く評価されており、遺作となったのは乱暴でぼんやりとした筆致で描かれている『ピエタ』である。

## 後世への影響
ミケランジェロもティツィアーノも16世紀半ば過ぎまで活動していた。晩年になるとどちらの画家もそれまでの、レオナルド・ダ・ヴィンチ、マンテーニャ、ベリーニ、ダ・メッシーナ、ラファエロらとは異なった作風の絵画を描くようになった。この作風が次世代以降の画家に受け継がれ、ルネサンス後期様式ともいえるマニエリスムとして発展していく。そしてマニエリスムは、徐々にではあるが、感情のほとばしりを表現した高度な技術が要求されるバロックへと移行していった。
ティツィアーノの作品に見られる寓意表現をさらに推し進め、発展させたのは、わずか10日ほどティツィアーノに弟子入りしたティントレット（1518年 - 1594年）である。さらにルネサンス期のイタリア絵画がもたらした革新は、全ヨーロッパに広まっていった。バロック期のオランダ人巨匠レンブラント（1606年 - 1669年）の自画像にも、ティツィアーノとラファエロの作品からの影響がみられる。レオナルドとラファエロ、そしてその直弟子達の作品も、バロック期のフランス人画家ニコラ・プッサン（1594年 - 1650年）の世代の画家たちや、18世紀から19世紀にかけての美術様式である新古典主義の画家たちの作品に影響を与えた。ダ・メッシーナの作品はドイツ人画家アルブレヒト・デューラー（1471年 - 1528年）、マルティン・ショーンガウアー（1448年 - 1491年）に直接的な影響を及ぼし、版画家でもあったショーンガウアーの版画作品は、20世紀初頭に至るまで、ドイツ、オランダ、イングランドのステンドグラス作家の作品に数え切れないほど模倣されている。
ミケランジェロの『システィーナ礼拝堂天井画』と『最後の審判』は、最初に同時期の芸術家ラファエロとその弟子たちに大きな影響を及ぼし、その後、新たな人物造形を追求していた16世紀の画家たちにまで影響を与え続けた。ミケランジェロの人物造形を模倣した芸術家として、イタリア人画家アンドレア・デル・サルト（1486年 - 1531年）、ポントルモ（1494年 - 1557年）、パルミジャニーノ（1503年 - 1540年）、ブロンズィーノ（1503年 - 1572年）、パオロ・ヴェロネーゼ（1528年 - 1588年）、スペインで活動したギリシア人画家エル・グレコ（1541年 - 1614年）、アゴスティーノ・カラッチ（1557年 - 1602年）をはじめとするイタリアのカラッチ一族、イタリア人画家カラヴァッジョ（1571年 - 1610年）、フランドル人画家ルーベンス（1557年 - 1640年）、イタリア人画家ティエポロ（1696年 - 1770年）らが挙げられ、さらに18世紀から19世紀の、フランス人画家ジャック＝ルイ・ダヴィッド（1748年 - 1825年）ら新古典主義、フランス人画家ドラクロワ（1798年 - 1863年）らロマン主義の画家たちにいたるまで、数世紀にわたってミケランジェロは絵画界の巨人であり続けた。
ルネサンス期のイタリア絵画は、地元イタリアのウフィツィ美術館のみならず、ロンドンのナショナル・ギャラリー、パリのルーヴル美術館、ベルリンのアルテ・マイスター絵画館など、世界中の一流美術館の重要作品として所蔵されている。また、現代も続くロンドンのロイヤル・アカデミーなど、多くの美術学校の設立にも大きな影響を与えた、美術史上非常に重要な作品群である。